# Alizé Cornet
Pour les articles homonymes, voir Cornet.
Alizé Cornet, née le 22 janvier 1990 à Nice, est une joueuse de tennis française, professionnelle depuis 2005.
Elle a remporté neuf titres sur le circuit WTA (six en simple et trois en double) et obtenu comme meilleur classement une onzième place mondiale en 2009 en simple.
En 2019, elle remporte la Fed Cup avec l'équipe de France face à l'Australie en finale. Associée à Jo-Wilfried Tsonga, elle a également remporté la coupe Hopman en 2014.
Depuis l'US Open 2022, elle détient le record féminin - avant et depuis l'Ère Open - de participations consécutives à un tournoi du Grand Chelem, série entamée lors de l'Open d'Australie 2007. À l'issue du tournoi de Roland-Garros 2024, son dernier Grand Chelem en carrière, Alizé Cornet aura participé consécutivement à 69 tournois du Grand Chelem dans le grand tableau en simple, soit tous les tournois au calendrier depuis l'Open d'Australie 2007.

## Carrière sportive
Elle commence à jouer au tennis à l'âge de quatre ans au Tennis Club des Arènes de Cimiez, à Nice, avec son frère Sébastien. En 2004, elle remporte le titre de championne de France des 13-14 ans et, en 2005, le titre de championne d'Europe des 15-16 ans.
Elle fréquente les courts du Lagardère Paris Racing entre 2007 et 2010 puis rejoint le TCM Denain, club avec lequel elle remporte le Championnat de France de Première Division en 2012 et 2014. Depuis 2018, elle retrouve le Nice Lawn Tennis Club aux côtés de Fiona Ferro.

### 2005:1revictoire à Roland-Garros à 15 ans

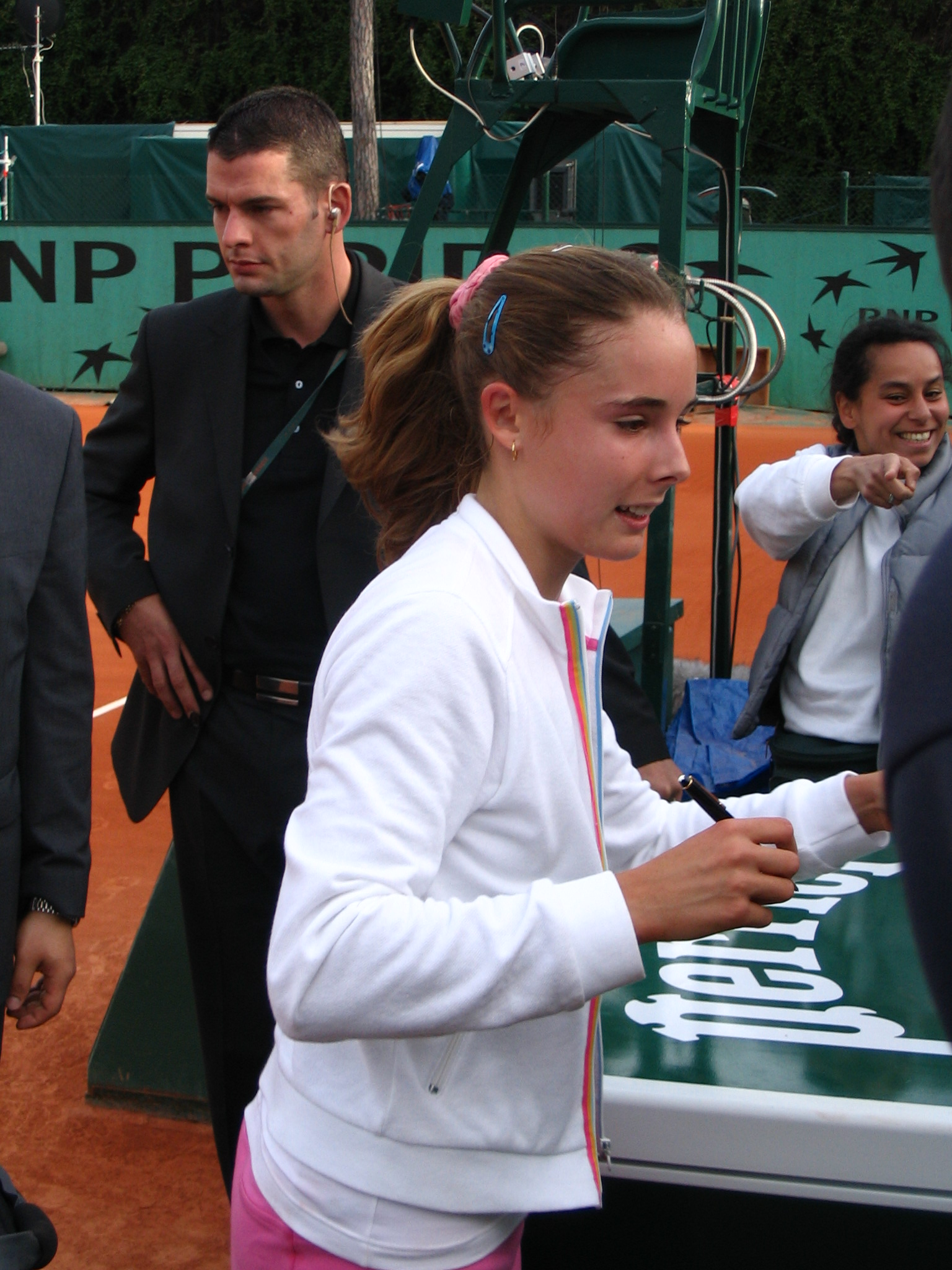
Alizé Cornet en 2005 à Roland-Garros.

Pour son premier tournoi de l'année, Cornet s'offre une performance de choix en effaçant l'Italienne Maria Elena Camerin au tournoi de Cagnes-sur-Mer. Grâce à cette victoire, elle se voit octroyer une invitation par les organisateurs du tournoi de Roland-Garros pour le grand tableau. Cornet est alors la plus jeune joueuse de l'édition 2005. Elle gagne son premier match face à la Russe Alina Jidkova mais ne peut rien contre son idole et modèle, Amélie Mauresmo, au tour suivant.
La suite de sa saison est plus difficile : Cornet ne réalise qu'un quart de finale sur le circuit ITF. Elle termine toutefois l'année aux portes du top 300.

### 2006: progression constante
- gagnante du tournoi junior du Banana Bowl
- 2e tour à Roland-Garros
- gagnante du tournoi ITF de Bari (25 000 $)
- gagnante du tournoi ITF de Padova (25 000 $)

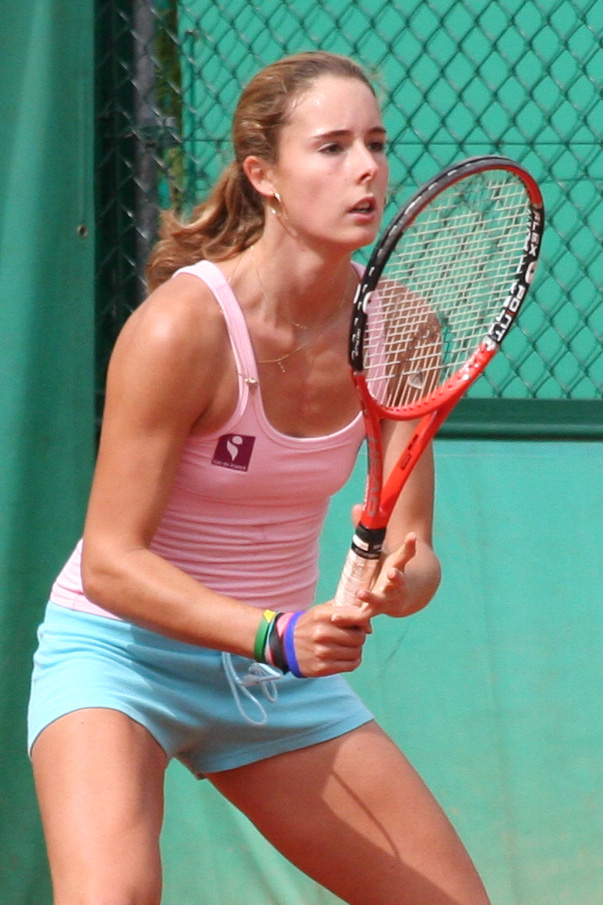
Alizé Cornet en 2006.

Cornet ne frappe pas de grands coups cette année mais s'applique à rester régulière, gravissant petit à petit les échelons. Bénéficiaire d'une nouvelle invitation pour l'Open d'Australie, elle échoue en trois sets contre la Japonaise Aiko Nakamura. Elle retrouve néanmoins la voie de la réussite en décrochant son premier titre ITF, puis sa troisième et quatrième victoire sur une joueuse du top 100. Après d'autres résultats encourageants, tous obtenus sur terre, Cornet reçoit encore une wild-card à Roland-Garros où elle réitère sa performance de 2005 : frustrée et fatiguée, elle s'incline au deuxième tour face à Tathiana Garbin. La déception est de courte durée puisque Cornet décroche un nouveau titre ITF à Padoue. Cornet joue une dernière finale ITF, perdue cette fois, avant de passer son baccalauréat. Elle termine la saison dans le top 200.

### 2007: Roland-Garros junior et entrée dans le top 100
- demi-finaliste du tournoi junior de l'Open d'Australie
- quart de finaliste au tournoi d'Acapulco
- quart de finaliste au tournoi de Fes
- vainqueur de Roland-Garros junior
- vainqueur du tournoi ITF de Dnepropetrovsk (50 000 $)
- finaliste du tournoi ITF de Bordeaux (100 000 $)

Cornet commence très bien la nouvelle saison où elle se donne pour objectif de rentrer parmi les 100 premières mondiales. Elle se qualifie pour le grand tableau de l'Open d'Australie en éliminant notamment l'Ukrainienne Kateryna Bondarenko ; elle chute néanmoins d'entrée face à Daniela Hantuchová. Elle dispute dans la foulée la demi-finale du tournoi junior, ne s'inclinant que face à la favorite Anastasia Pavlyuchenkova.
Son beau parcours lui vaut une invitation à l'Open Gaz de France mais elle tombe immédiatement contre sa compatriote Tatiana Golovin. Bien que diminuée par une bronchite, elle dévoile un tennis plus offensif que par le passé.
Sur la terre battue d'Amérique du Sud, elle s'arrête au deuxième tour face à Roberta Vinci à Bogota. Puis, à Acapulco, elle bat Séverine Beltrame, sa première adversaire du top 50 ; en quart, elle chute au terme d'un match serré contre la future finaliste, Flavia Pennetta.
Pour préparer Roland-Garros, elle fait une grande tournée sur le circuit ITF sans véritablement briller, sauf au Grand Prix du Maroc où elle passe deux tours. Porte d'Auteuil, Alizé Cornet perd au premier tour, non sans avoir accroché l'ex-numéro un mondiale Venus Williams pendant 90 minutes. Elle remporte le tournoi junior, où elle est tête de série no 2, en battant en finale la Colombienne Mariana Duque Mariño (4-6, 6-1, 6-0).
À Wimbledon, elle manque la dernière marche des qualifications mais, lucky loser au bénéfice du forfait de Li Na, intègre le grand tableau : elle perd au deuxième tour.
Elle s'en retourne ensuite à ses premières amours sur terre battue : après un échec à Biella, c'est à Dnipropetrovsk qu'elle s'adjuge son premier titre ITF de la saison.
Cornet fait son retour dans le grand bain de la WTA à l'US Open. Pour sa première participation, elle sort des qualifications puis élimine successivement la tête de série no 29, Samantha Stosur puis sa rivale junior Caroline Wozniacki. Au troisième tour, elle menace Jelena Janković, 3e mondiale, ne concédant la partie qu'en trois manches (4-6, 6-2, 6-3). Elle s'aligne enfin au tournoi ITF de Bordeaux où Tsvetana Pironkova la domine à la conclusion.

### 2008:1ertitreWTA, finale à Rome et entrée dans le top 20
- vainqueur du tournoi de Budapest

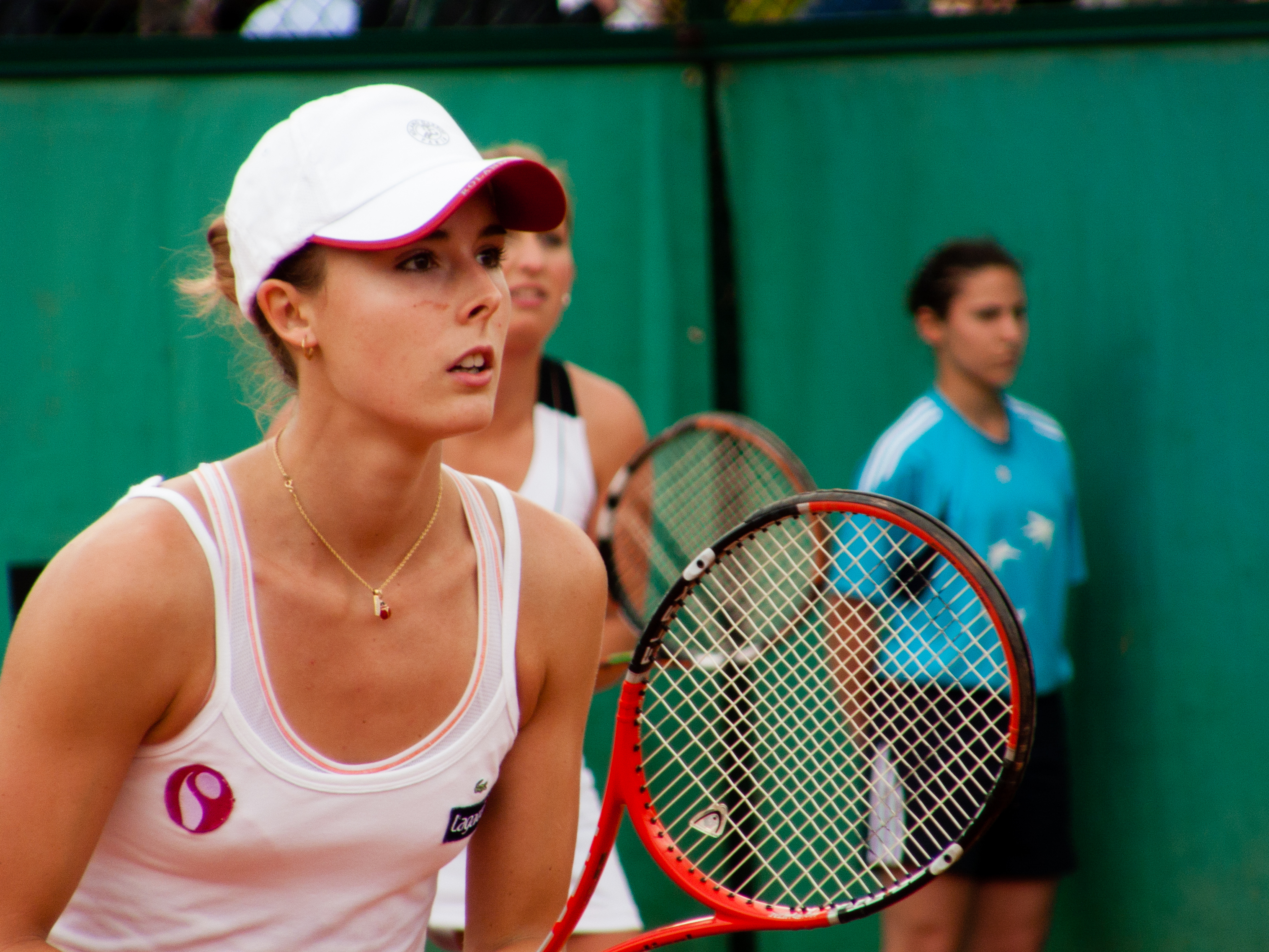
Alizé Cornet à Roland-Garros 2008.

- finaliste du tournoi de Rome (Tier I)
- finaliste du tournoi d'Acapulco
- demi-finaliste du tournoi d'Amelia Island (Tier II)
- demi-finaliste du tournoi de Charleston (Tier I)
- demi-finaliste du tournoi de New Haven (Tier II)

Cornet atteint le second tour de l'Open d'Australie, chutant une nouvelle fois face à Daniela Hantuchová (6-2, 7-5), future demi-finaliste de l’épreuve. En l’absence des titulaires habituelles de l’équipe de Fed Cup (forfaits de Marion Bartoli, d'Amélie Mauresmo et de Tatiana Golovin), le capitaine de la sélection, Georges Goven, lui donne sa première chance en Chine. Elle échoue très nettement contre Li Na (6-3, 6-1) et est remplacée par Nathalie Dechy dans le second simple. Alizé Cornet retrouve la forme pour franchir un tour à l'Open Gaz de France, battue par Virginie Razzano, et se glisse du même coup parmi les 50 meilleures joueuses du monde.
Comme l'an précédent, Cornet choisit de retrouver sa surface préférée, la terre battue, pour le tournoi de Bogotá; tête de série no 2, elle déçoit en échouant dès le premier tour. Mais à Acapulco, elle retrouve de bonnes sensations et se hisse en finale, sa première sur le circuit WTA ; la nervosité et Flavia Pennetta, déjà quintuple finaliste de l'épreuve, l'empêchent cependant de conquérir le titre (6-0, 4-6, 6-1).
Après une parenthèse manquée sur dur, Alizé Cornet renoue avec la terre battue où elle atteint deux fois les demi-finales : à Amelia Island, où elle échoue de peu face à Dominika Cibulková, puis à Charleston, où elle tombe devant Serena Williams.
Après avoir chuté au premier tour à Berlin face à Francesca Schiavone, elle réalise une énorme performance en réalisant une super semaine lors du Tier I de Rome, alors issue des qualifications. Elle bat d'abord facilement au premier tour Vera Dushevina puis au deuxième l'Italienne Francesca Schiavone en deux petits sets et la tête de série no 3 Svetlana Kuznetsova, (6-2, 6-4) pour se qualifier pour les quarts de finale. Puis elle profite du forfait de Serena Williams en quart, et vainc en demi-finale la Russe (3-6, 6-4, 6-3) tête de série no 6 Anna Chakvetadze pour se qualifier pour sa première finale dans cette catégorie. En finale, surement stressée et les sentiments embrouillée, elle s'incline sévèrement contre la Serbe, Jelena Janković (6-2, 6-2). À la suite de cette finale, Alizé Cornet intègre pour la première fois le top 20 mondial.
Très attendue à Roland-Garros, elle s'incline avec les honneurs au troisième tour devant Agnieszka Radwańska (6-4, 6-4).
La tournée sur gazon ne s'avère ensuite guère fructueuse, avec deux défaites aux premiers tours à Eastbourne, et surtout à Wimbledon face à Anastasia Pavlyuchenkova (136e mondiale).
Bien plus à son aise sur terre battue, elle remporte le Grand Prix de Budapest, s'adjugeant le premier titre de sa carrière face à la Slovène Andreja Klepač en finale (7-65, 6-3), et ajoute même le double aux côtés de Janette Husárová.
Sa tournée sur dur commence par une élimination en huitièmes de finale aux Jeux olympiques de Pékin par Serena Williams (3-6, 6-3, 6-4). Elle atteint par la suite les demi-finales à New Haven, battue par Caroline Wozniacki (7-5, 6-4), mais en ayant battue en quart la tête de série numéro 2, Daniela Hantuchová, en trois manches. Elle est sortie au troisième tour de l'US Open par la qualifiée, Anna-Lena Grönefeld (6-4, 7-5).
La tournée sur dur indoor qui passe par Tōkyō, Pékin, Stuttgart, Moscou et Zurich n'est pas très fructueuse. Cornet parvient pour son dernier tournoi de l'année à Linz à atteindre les quarts de finale, n'étant battue que par Vera Zvonareva (9e mondiale). À Pékin au premier tour, elle doit batailler et sauver quatre balles de match face à la Chinoise Zhang.

### 2009: meilleur classement en carrière (11e)

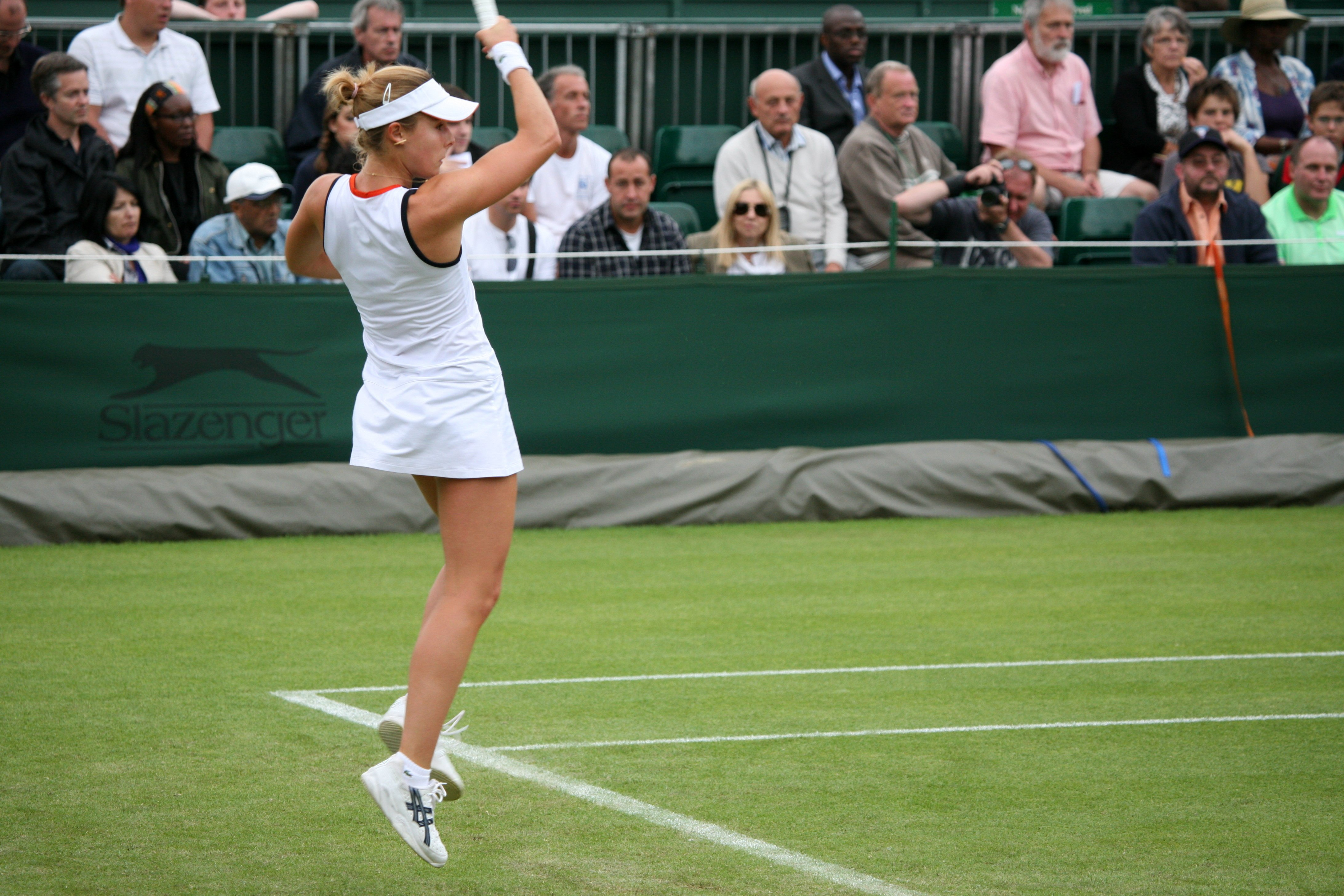
Alizé Cornet à Wimbledon en 2009.

- demi-finaliste du tournoi de Bad Gastein
- huitième de finaliste de l'Open d'Australie

Alizé Cornet commence l'année 2009 par la Coupe Hopman avec Gilles Simon. Lors de la première rencontre avec Taiwan, tous deux remportent leurs simples et ils remportent ensemble le double. Alizé Cornet remporte son simple face à Hsieh Su-wei 6-4, 6-4. Face à l'Italie, elle remporte également son simple face à Flavia Pennetta. Par contre, elle cède en deux sets face à Dinara Safina dans la rencontre face à la Russie.
Puis elle enchaîne avec le tournoi de Sydney, où elle bat la 11e mondiale Nadia Petrova au premier tour (6-2, 6-4). Elle est une nouvelle fois victime de Dinara Safina en quart de finale.
À l'Open d'Australie, elle atteint les huitièmes de finale (améliorant ainsi de deux tours sa performance de l'an passé), où elle s'incline pour la 3e fois consécutive face à la no 3 mondiale, Dinara Safina en trois sets, après avoir mené 5-2 dans le troisième set et s'être procurée deux balles de match à 5-4.
En février, quart de finaliste à l'Open GDF Suez, elle échoue ensuite au 3e tour du tournoi de Dubaï face à Venus Williams, future lauréate. Elle participe ensuite à l'Open d'Indian Wells en étant tête de série no 11. Elle se fait éliminer dès son premier match par l'Allemande Kristina Barrois. Au tournoi de Barcelone, pourtant tête de série no 1, elle est également sortie dès le premier tour par sa compatriote Stéphanie Cohen-Aloro sur le score sans appel de 6-0, 6-3.
À Roland-Garros, elle passe facilement le premier tour face à l'Estonienne Maret Ani (6-4, 7-5), mais s'incline au deuxième tour face à la Roumaine Sorana Cîrstea (6-3, 6-2).
À Wimbledon, elle s'incline dès le premier tour face à la Russe Vera Dushevina, en trois sets (3-6, 6-0, 6-4).
Enfin pour l'US Open, Alizé Cornet remporte son premier tour au courage face à la 164e joueuse mondiale, l'Australienne Monique Adamczak : 4-6, 6-4, 7-5. Elle s'incline ensuite au 2e tour face à la Chinoise Zheng Jie (1-6, 6-3, 6-3).

### 2010: difficile en simple, un titre en double

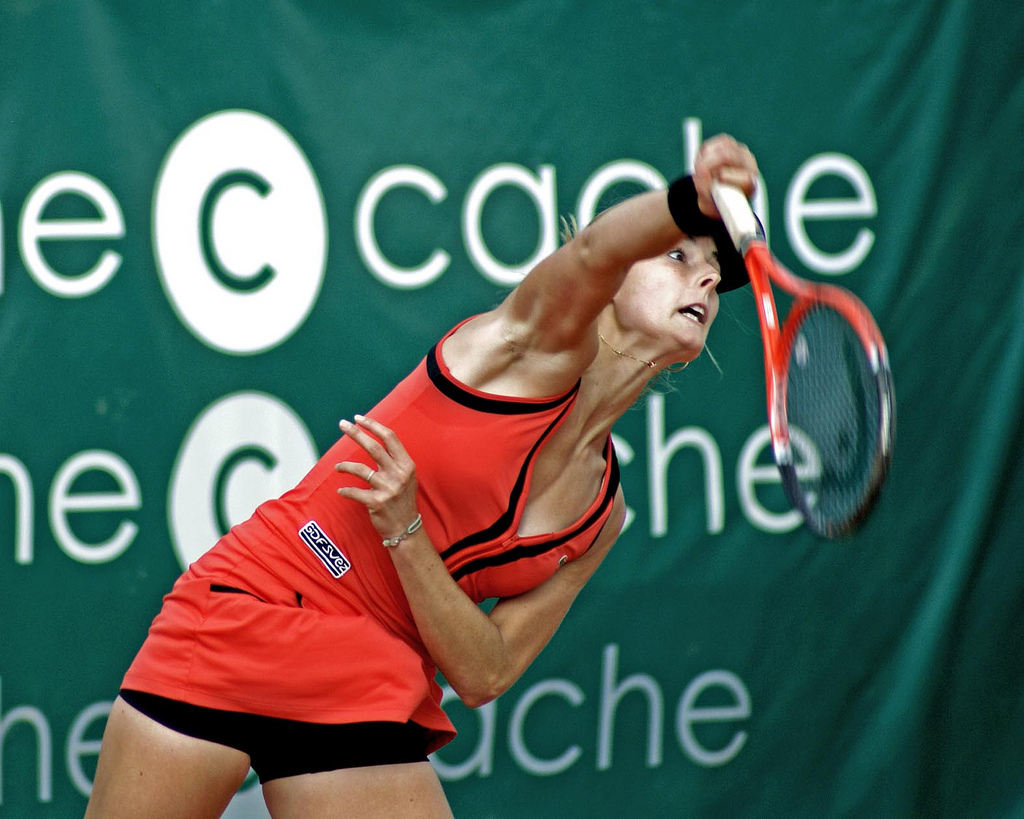
Alizé Cornet en 2010.

- demi-finaliste du tournoi du Grand Prix du Maroc
- demi-finaliste du tournoi de Bad Gastein

Alizé commence l'année au classic d'Auckland et élimine au premier tour la Néo-Zélandaise Marina Erakovic en deux sets 6-4, 6-3. En 1/8, elle s'impose face à la Russe Elena Vesnina en deux manches sur le score de 6-1, 6-1, mais s'incline face à Francesca Schiavone en quart de finale 6-2, 6-3. Au tournoi d'Hobart, elle se qualifie pour les 1/8 en battant la roumaine Alexandra Dulgheru 6-1, 6-0 puis perd face à Alona Bondarenko 6-4, 3-6, 6-2. À l'Open d'Australie, elle s'incline au premier tour encore face à Schiavone 0-6, 7-5, 6-1 une fois de plus. À l'Open gaz de France, elle perd au 1er tour face à Peer 6-4, 6-1. À Acapulco, elle passe le premier tour face à Craybas 6-2, 6-2 et perd en 1/8 face à Polona Hercog 6-2, 6-4. Cornet se qualifie pour les quarts à Monterrey, où elle perd face à Anastasija Sevastova après avoir battu Barbora Strýcová puis surtout en 1/8 Aleksandra Wozniak.
Après avoir perdu son simple au premier tour de la Fed Cup, elle remporte enfin sa première rencontre en barrages en double avec Julie Coin (6-3, 6-1) contre les Allemandes Andrea Petkovic et Kristina Barrois dans le double décisif qui décidait du maintien ou non de la France dans le Groupe Mondial, groupe qu'elle n'a pas quitté depuis le début de la Fed Cup en 1963.
La semaine après la Fed Cup, Cornet s'inscrit au tournoi de Fès, où elle bat Petra Martić (6-4, 7-63), puis Arantxa Parra Santonja (6-2, 6-2), pour arriver en quart de finale où elle bat Anne Keothavong (7-5, 6-2), et se qualifie pour sa première demi-finale depuis juillet 2008. Elle chute face à Iveta Benešová (future gagnante du tournoi) en 3 sets d'une lutte accrochée (6-3, 4-6, 7-5).
En double, elle s'inscrit avec Julie Coin et les deux compatriotes arrivent en demi-finales, battues par les futures gagnantes du tournoi Iveta Benešová et Anabel Medina Garrigues. Alizé Cornet s'inscrit au tournoi de Strasbourg et passe le premier tour Chan Yung-jan (6-3, 6-3). Elle s'incline juste ensuite au deuxième tour contre Vania King (6-3, 6-2), avec qui elle remporte le tournoi en double.
À Roland-Garros, ne bénéficiant pas d'un tirage très clément, elle perd au premier tour face à Anastasia Pavlyuchenkova. À Wimbledon, après avoir mené d'un set, elle s'effondre au premier tour face à Raluca Olaru.
À Budapest, elle commence bien en éliminant Iveta Benešová au premier tour (4-6, 6-4, 6-0), puis Timea Bacsinszky, tête de série no 3 (6-0, 6-4). Elle perd face à Ágnes Szávay, future gagnante du tournoi (6-3, 6-1), en quarts de finale. La semaine suivante, à Prague, elle perd assez facilement contre Patty Schnyder (6-2, 6-1), après avoir éliminé Tamira Paszek (7-64, 63-7, 6-4). En double, elle atteint les quarts de finale avec Magdaléna Rybáriková.
À Bad Gastein, elle bat très facilement au premier tour Arantxa Rus (6-2, 6-0), puis élimine la tête de série no 1 Andrea Petkovic en deux sets 6-2, 7-5, après avoir enchaîné six jeux d'affilée au premier set, puis avoir rattrapé un break au deuxième. Elle bat ensuite l'Autrichienne Patricia Mayr, qui lui donne plus de fil à retordre mais s'incline tout de même : 6-2, 65-7, 6-1. Elle affronte Julia Görges en demi-finale le dimanche matin (le match a été décalé à cause de la pluie), mais perd 6-1, 6-4.
Elle joue les qualifications de la coupe Rogers mais perd au troisième tour contre Lucie Hradecka.
À l'US Open, elle est éliminée au premier tour par Kaia Kanepi tête de série no 31. Pour la première fois, elle perd au premier tour dans les quatre Grands Chelems de l'année. Elle s'inscrit en double avec Julie Coin.
À l'occasion de l'arrêt du Team Lagardère, elle se sépare de Pierre Bouteyre, son entraîneur depuis dix ans.
À l'ITF de Biella, elle perd au premier tour contre sa compatriote Mathilde Johansson (6-2, 6-2), lors de leur première confrontation. La semaine suivante, elle s'inscrit à l'ITF de Sofia, où elle passe le premier tour tranquillement face à l'invitée Darija Jurak (6-4, 6-2) et le deuxième face à Mădălina Gojnea (6-4, 6-3). C'est plus difficilement qu'elle gagne contre Yvonne Meusburger (1-6, 6-4, 6-2) en quart de finale. Elle perd au tour suivant face à Carla Suárez Navarro.
Tête de série no 6 au tournoi de Saint-Malo, elle bat au premier tour Mariya Koryttseva. Après un match compliqué face à Virginie Razzano en demi-finale, elle perd en finale face à Romina Oprandi (2-6, 6-2, 2-6).
La semaine d'après, à Linz, elle perd sèchement face à Renata Voráčová (1-6, 3-6), puis à Luxembourg face à Ivana Lisjak (4-6, 3-6).
Pour les championnats interclubs, elle représente le TCM Denain et gagne son premier match face à la même Renata Voráčová, par qui elle s'était fait battre il y a quelques semaines. Cette victoire représente peut-être le fait de son travail avec son nouvel entraineur, Laurent Orsini (après s'être séparée d'Antonio Grichen, un entraineur avec qui elle a passé plusieurs semaines).

### 2011: nouvelle année difficile

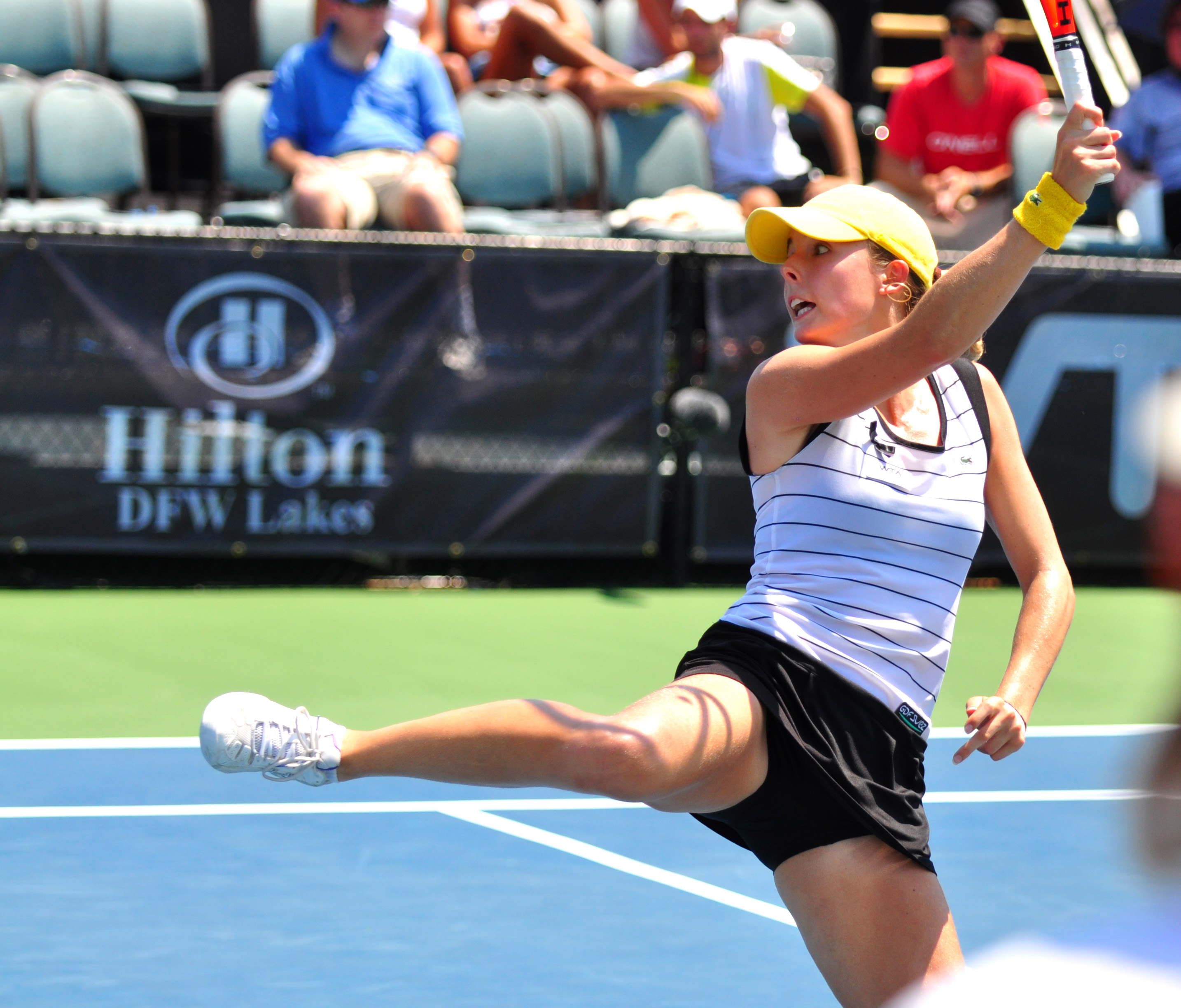
Alizé Cornet en 2011.

Alizé Cornet commence l'année au tournoi d'Auckland, où elle s'inscrit en simple et en double avec Edina Gallovits. En simple, elle passe son premier tour face à Sandra Zahlavova. Au deuxième tour, elle perd assez durement (6-2, 6-4) contre Julia Görges, tête de série no 4. En double, les deux jeunes femmes passent leur premier tour sans encombre en battant Lourdes Domínguez Lino et Silvia Soler Espinosa. Elles battent ensuite les têtes de série no 4, Anna-Lena Grönefeld et Līga Dekmeijere. Elles se retrouvent ainsi en demi-finales face à Sofia Arvidsson et Marina Erakovic, mais s'inclinent 6-3, 6-1. La semaine suivante, Cornet déclare forfait pour les qualifications du tournoi de Sydney, à cause d'un problème aux abdominaux.
À l'Open d'Australie, elle passe les deux premiers tours en simple en battant Coco Vandeweghe puis María José Martínez Sánchez. Kim Clijsters l'élimine au troisième tour (7-63, 6-3).
Juste après l'Open d'Australie, Alizé Cornet est retenue pour jouer en équipe de France de Fed Cup contre la Russie.
Lors du premier match contre Svetlana Kuznetsova, elle gagne 3-6, 6-3, 6-4, malgré une légère blessure à la cheville en début de troisième set. Elle s'incline ensuite 3-6, 6-3, 6-2 face à la jeune Anastasia Pavlyuchenkova et termine le week-end par une défaite en double 6-7, 0-6 avec Julie Coin comme partenaire contre la paire Svetlana Kuznetsova et Anastasia Pavlyuchenkova.
Elle enchaîne avec l'Open GDF Suez à Paris, où elle perd au premier tour face à Sofia Arvidsson (6-2, 7-65). Pourtant, associée en double avec Virginie Razzano, elles accomplissent la performance de battre les têtes de séries no 1 au premier tour, et se hissent jusqu'en demi-finale.
Elle se qualifie pour le grand tableau d'Indian Wells en battant Han Xinyun, puis Vesna Manasieva et entame le tableau final en battant la Suissesse Patty Schnyder 6-1, 6-4. Elle est ensuite confrontée à la Bulgare Tsvetana Pironkova, qu'elle bat en 3 sets 7-5, 3-6, 6-2, confirmant sa bonne forme. Un peu émoussée par ces longs matchs, elle perd contre sa bête noire, Francesca Schiavone, en deux petits sets.
À Miami comme à Marbella, elle perd au premier tour. Elle est sélectionnée en Fed Cup mais ne joue pas, et enchaîne avec le tournoi de Fès, où elle bat au premier tour Andrea Hlaváčková (6-3, 6-3). Elle retrouve au deuxième tour Dinara Safina (qu'elle avait déjà rencontrée en 2009 lors d'un match épique) mais cette fois perd très rapidement (6-1, 6-3). Elle est ensuite éliminée lors des qualifications pour les tournois de Madrid et de Rome.
Elle gagne son premier tour du tournoi de Strasbourg contre l'indienne Sania Mirza (6-4, 3-6, 6-1).
À Roland-Garros, elle gagne son premier tour face à Renata Voráčová, mais perd très lourdement face à Nuria Llagostera Vives (6-0, 6-2). Ensuite, elle reste très longtemps sans victoire, et perd successivement face à Alla Kudryavtseva (à Birmingham), Kateryna Bondarenko (à Wimbledon), Caroline Wozniacki (à Bastad), Ksenia Pervak (à Bad Gastein), et Julia Görges (à Dallas).
À l'US Open, elle gagne son premier match depuis trois mois en battant l'Australienne Casey Dellacqua, mais perd ensuite logiquement face à Roberta Vinci, tête de série 18, 6-2, 6-3.
Sa fin de saison est beaucoup moins bonne que la première partie, puisqu'elle ne gagne plus beaucoup de matchs, excepté sur le circuit ITF, où elle atteint une seule fois les demi-finales.

### 2012: la reconstruction et2etitreWTA
- vainqueur du tournoi de Bad Gastein
- finaliste du tournoi de Strasbourg

Alizé Cornet commence sa saison au Classic d'Auckland, dans les qualifications. Elle perd au premier tour, face à Claire Feuerstein. Elle joue en double avec Monica Niculescu où elles atteignent les huitièmes de finale. Elle tombe ensuite au troisième tour des Internationaux de Sydney face à Chanelle Scheepers.
À l'Open d'Australie, elle est éliminée dès le premier tour face à la Roumaine Monica Niculescu sur le score de 5-7, 6-0, 6-3. Associée à Olga Govortsova, elle perd également au premier tour.
Elle est ensuite retenue pour jouer la Fed Cup face à la Slovaquie : elle perd face à Daniela Hantuchová.
Elle est éliminée dès le premier tour de l'Open de Paris par Klára Koukalová. Cornet est ensuite écartée au second tour de l'Open de Monterrey et au premier tour de l'Open du Mexique par les Italiennes Sara Errani et Alberta Brianti.
Elle ne parvient pas à sortir des qualifications de l'Open d'Indian Wells.
À l'Open de Miami, elle ne passe pas le premier tour qui l'oppose à Shahar Peer.
En avril, à l'Open de Copenhague, elle balaie la Danoise Malou Ejdesgaard avec un double 6-0; elle écarte l'Autrichienne Patricia Mayr en trois sets (6-2, 2-6, 7-5). En 1/4 de finale, elle tombe sur Caroline Wozniacki, qui l'expédie 6-0, 6-3. Elle n'est pas sélectionnée en Fed Cup, une première depuis 2008, mais se qualifie pour le tournoi de Stuttgart et passe un tour avant de s'incliner face à Maria Sharapova par abandon au début du deuxième set, elle montre néanmoins une belle combativité. La même semaine, on apprend que grâce à sa semaine à Copenhague et ses bonnes performances récentes, elle est remontée dans le top 100, et pourra donc participer à Roland-Garros.
Elle participe aux Internationaux de Strasbourg et réalise un excellent parcours pour se hisser jusqu'en finale, une première depuis 2008. Elle bat notamment Medina Garrigues en 1/4 de finale, une victoire en deux sets accrochés 7-62, 7-65 contre une spécialiste de la terre battue. En demi-finale, elle prend le meilleur sur sa compatriote et amie Pauline Parmentier au terme d'un match difficile (4-6, 6-1, 6-3). En finale, elle est opposée à sa bête noire du circuit, Francesca Schiavone, Cornet ne parvient pas à réaliser d'exploit, trop dérangée par le jeu très varié de l'ex vainqueur de Roland-Garros et s'incline finalement en deux sets au terme d'une belle bataille 6-4, 6-4. L'Italienne remporte ainsi le cinquième titre de sa carrière.
À Roland-Garros, elle hérite d'un premier tour assez difficile puisqu'elle joue la Chinoise Zheng Jie, tête de série 31 du tournoi. Cornet, diminuée par une douleur aux adducteurs et de sa semaine passée à Strasbourg s'incline sur le score de 6-4, 6-4.
Relancée après Roland-Garros, elle participe au tournoi de Bad Gastein, le dernier sur terre battue. Elle bat au premier tour Edina Gallovits, sur le score serré de 7-5, 7-5, puis l'Australienne Sacha Jones (6-3, 6-2), l'Espagnole Estrella Cabeza Candela (6-1, 6-2), la Kazakhe Ksenia Pervak en demi-finale, dans un match très contrôlé (6-2, 6-2), et enfin, en finale, Yanina Wickmayer (7-5, 7-61). C'est son premier titre en quatre ans, qu'elle a gagné sans perdre un set.
À Wimbledon, elle apprend qu'elle va être sélectionnée pour les jeux olympiques, en simple et en double, avec sa partenaire Kristina Mladenovic. Revigorée par cette nouvelle, elle passe enfin le premier tour de ce tournoi (plus gagné depuis 2007), en battant Nina Bratchikova.
En septembre, Alizé Cornet voit ses efforts récompensés puisqu'elle parvient à réintégrer le top 50, et est classée 43e mondiale début octobre.

### 2013:3etitreWTA et Masters bis de Sofia

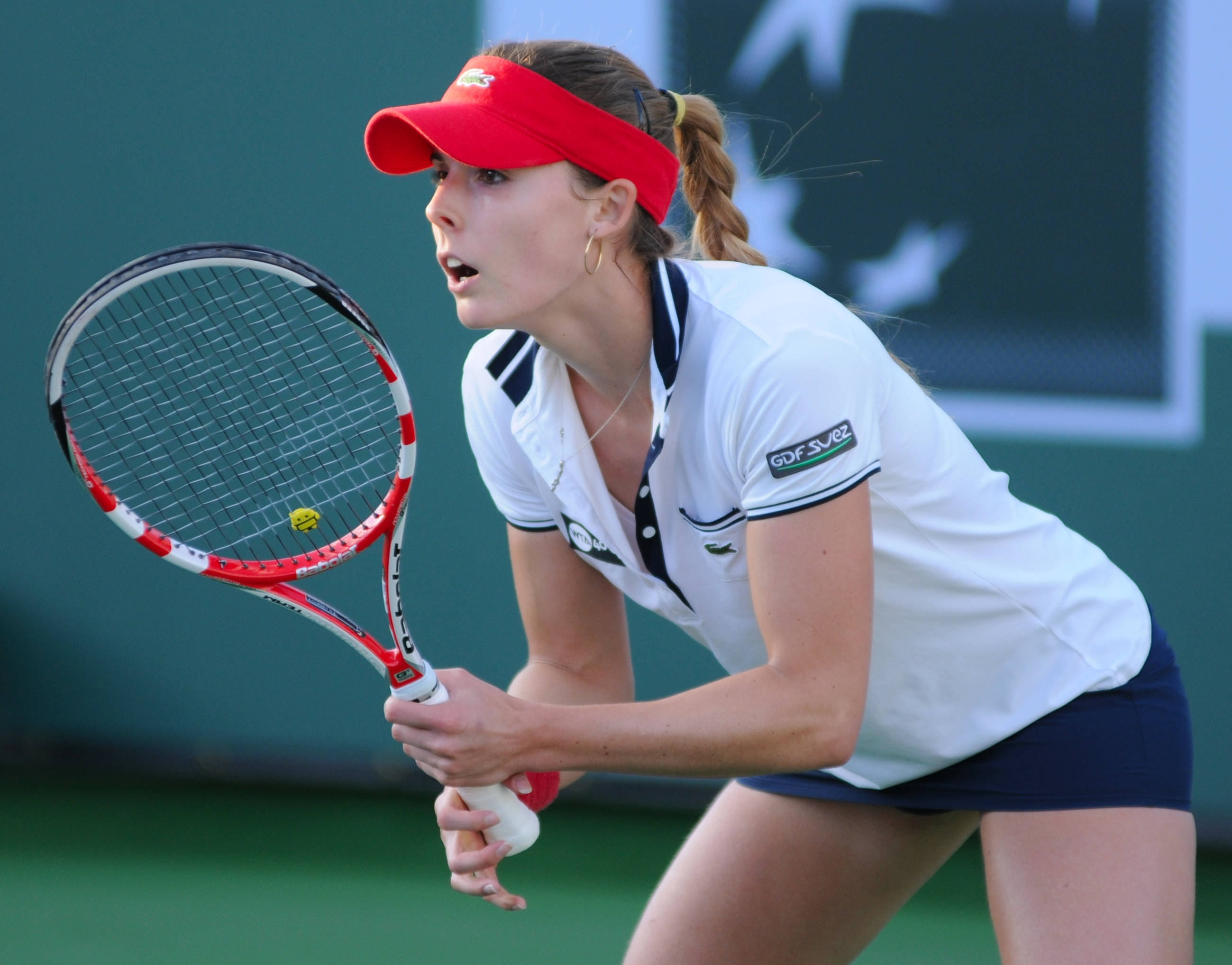
Alizé Cornet en 2013 à l'Open d'Indian Wells.

- vainqueur du tournoi de Strasbourg
- demi-finaliste du tournoi d'Acapulco
- demi-finaliste du tournoi de Washington

Alizé Cornet commence la saison à l'Open de Brisbane en vue de l'Open d'Australie qui se déroule huit jours plus tard. Elle gagne son premier tour face à l'Australienne Bojana Bobusic en trois sets, 2-6, 6-3, 6-1, mais est stoppée par l'expérimentée Serena Williams en huitièmes de finale (6-2, 6-2). À l'Open d'Australie, Alizé Cornet remporte son premier tour contre la Néo-Zélandaise Marina Erakovic qu'elle bat avec difficulté en trois sets (7-5, 6-73, 10-8) mais échoue au second tour face à l'Américaine Venus Williams (6-3, 6-3).
Au tournoi d'Acapulco, elle arrive jusqu'en demi-finale, en battant difficilement l'Espagnole Lourdes Domínguez Lino en trois manches très serrées : 3-6, 7-610, 7-62, mais perd sèchement contre Sara Errani, fatiguée de son combat.
Elle est éliminée dès le premier tour par l'Italienne Nastassja Burnett en deux sets secs, 6-2, 6-2, lors des Internationaux d'Italie.
Du 20 au 25 mai, elle dispute les Internationaux de Strasbourg. Au premier tour, elle dispose de sa compatriote Mathilde Johansson par 6-3, 6-2. En huitièmes de finale, elle bat la Polonaise Magda Linette en deux sets, 6-3, 6-4. En quarts de finale, elle barre la route à la Sud-Africaine Chanelle Scheepers par 6-3, 6-1. En demi-finale, elle fait face à la Canadienne Eugenie Bouchard dont elle se détache en trois sets après un match solide, 7-5, 6-75, 6-3. Elle atteint ainsi la finale du tournoi féminin, comme en 2012, mais transforme l'essai puisqu'elle en sort victorieuse face à la Tchèque Lucie Hradecká en deux sets, 7-64, 6-0. C'est son troisième titre (en simple) sur le circuit WTA, après Budapest en 2008 et Bad Gastein en 2012.
Elle concourt dans la foulée, juste après son titre à Strasbourg, à Roland-Garros, où elle remporte son premier tour face à la Portugaise Maria João Koehler 7-5, 6-2. Elle se qualifie donc pour le second tour où elle affronte l'Espagnole Silvia Soler Espinosa qu'elle bat sans être inquiétée 6-1, 6-3. Au troisième tour, elle est opposée à la troisième joueuse mondiale du moment, Victoria Azarenka, qu'elle bouscule lors du premier set qu'elle gagne 6-4. Malgré une bonne résistance et un match de plus de deux heures, la Française est défaite par la Biélorusse qui emporte les deux sets suivants 6-3, 6-1. Elle joue également en double avec sa compatriote Virginie Razzano mais elles sont toutes les deux éliminées dès le premier tour par la paire Bethanie Mattek-Sands - Sania Mirza en deux sets (6-3, 6-4).
À l'Open de Nuremberg, elle est évincée dès le deuxième tour par la Kazakhe Galina Voskoboeva. À Eastbourne, elle s'incline logiquement face à la tête de série no 2 et 6e joueuse mondiale, Li Na, 6-2, 6-4.
Alizé Cornet participe ensuite à Wimbledon où elle passe le premier tour face à l'Américaine Vania King en trois sets (4-6, 6-3, 6-1) et 2 h 31 de jeu. Au deuxième tour, elle est opposée à la Taïwanaise Hsieh Su-wei qu'elle bat 6-3, 6-2 en un peu plus d'une heure. Elle atteint alors le troisième tour du tournoi londonien, une première pour la Française, qui doit faire face à l'Italienne Flavia Pennetta, qui a bénéficié du forfait de l'actuelle numéro 2 mondiale, Victoria Azarenka. Cornet s'impose dans le premier set 6-0, avant d'être rattrapée 7-64, 6-2 par l'Italienne, c'est alors la fin du parcours de la Française sur le gazon londonien. Elle confie après le match avoir « beaucoup de regrets », puisqu'elle est passée à deux points de la victoire.
Elle continue la saison sur la terre battue de Budapest. Alors tête de série no 2, elle est sortie dès son entrée en lice par la Tchèque Andrea Hlaváčková, 110e joueuse mondiale. En effet, la Française n'a pas su saisir les opportunités sur le service de son adversaire (seulement cinq balles de break converties sur dix-sept). À Washington, elle élimine successivement Yanina Wickmayer (6-1, 6-3), Heather Watson (6-4, 6-4) et Sorana Cîrstea (7-65, 6-2) mais échoue en demi-finale face à Andrea Petkovic à l'issue d'un match accroché, dont le 1er set a duré une heure. Alizé Cornet enchaîne sur l'Open du Canada, où elle bat au 1er tour Elena Vesnina (6-3, 6-3). Au 2e tour, elle s'offre la tête de série no 11, Maria Kirilenko, 7-5, 7-5. Son parcours s'arrête en huitièmes, face à la tête de série no 5, Sara Errani. En effet, la Française est vaincue par l'Italienne, 7-5, 7-63, après un match dense. Poursuivant sur sa lancée des dernières semaines, elle évince dès le 1er tour à Cincinnati la tête de série no 15, Ana Ivanović. Menée 6-2, 5-2, la Française s'est imposée au finish 2-6, 7-68, 6-4, réalisant une performance. Elle est finalement sortie du tournoi par Magdaléna Rybáriková à la suite d'une rencontre trapue.
Alizé Cornet participe à l'US Open. Elle écarte du tournoi Maria João Koehler (6-3, 6-2) ainsi que Ajla Tomljanović (6-2, 6-2). Au 3e tour, elle affronte la no 2 mondiale, Victoria Azarenka. La numéro un française s'incline au bout d'un long match d'un peu moins de trois heures de jeu, après avoir arraché à la Biélorusse le 1er set. Alizé Cornet est alors la 28e joueuse au monde au classement WTA.
Elle termine sa saison au Masters bis de Sofia où elle bat Maria Kirilenko puis perd successivement contre la Roumaine Simona Halep (14e mondiale) et la Russe Anastasia Pavlyuchenkova (20e mondiale). Elle s'arrête donc dès les phases de groupes. Alizé Cornet finit l'année à la 27e place mondiale.

### 2014:no1française et trois victoires sur lano1mondiale
- vainqueur du tournoi de Katowice
- finaliste du tournoi de Dubaï (Premier)
- finaliste du tournoi de Guangzhou
- demi-finaliste du tournoi de l'Open GDF Suez (Premier)
- huitième de finaliste à Wimbledon

Alizé Cornet s'engage en Hopman Cup. Associée à Jo-Wilfried Tsonga, ils représentent la France dans cette compétition de double mixte, en Australie, à Perth. La paire française apporte la première victoire de leur pays dans cette épreuve en battant en finale (2-1) la paire polonaise, composée d'Agnieszka Radwańska et de Grzegorz Panfil. Même si la Française s'est inclinée lors des simples face à Agnieszka Radwańska (no 5 mondiale) et Petra Kvitová (no 6 mondiale), ses performances sont saluées,.
Elle commence la saison WTA avec le tournoi de Sydney où elle s'incline dès le 1er tour après trois heures de bataille et en trois sets face à Christina McHale. Elle passe ensuite les deux premiers tours à l'Open d'Australie, mais s'incline face à Maria Sharapova (6-1, 7-66), tout en ayant eu une balle de second set dans le tie-break.
À l'Open GDF Suez, Cornet réalise de gros matches et parvient à se frayer un chemin jusqu'en demi-finale après des victoires sur Magdaléna Rybáriková, Barbora Záhlavová et Andrea Petkovic en quart de finale. En demi-finale, elle est sortie par la no 7 mondiale Sara Errani (7-63, 3-6, 7-65) au cours d'un match qui a duré 3 h 2.
Au premier tour de la Fed Cup face à la Suisse, Alizé Cornet perd son match contre la jeune Belinda Bencic. Elle remporte son deuxième match face à Bacsinskzy et le double décisif associée à Mladenovic.
À l'Open de Dubaï, elle profite au premier tour de l'abandon de Simona Halep (9e mondiale) alors qu'elle menait 6-1, 1-1. Elle bat ainsi une joueuse du top 10 du classement WTA pour la première fois depuis Rome en 2008. Aux tours suivants, Alizé Cornet se défait de Kirsten Flipkens (no 20 mondiale) 6-3, 6-4 puis de Suárez Navarro (16e mondiale) 7-5, 6-3. En demi-finale, elle fait face à la no 1 mondiale Serena Williams, qu'elle bat à la surprise générale (6-4, 6-4), avant de s'incliner sèchement en finale face à Venus Williams (6-3, 6-0).
À Indian Wells, elle remporte son deuxième tour assez difficilement face à Silvia Soler Espinosa 6-3, 4-6, 6-2. Lors du troisième tour, opposé à Suárez Navarro (no 16 mondiale), elle est menée 7-64, 5-4 00-40 sur son service et sauve trois balles de matchs pour l'emporter au terme de 3 h 26 de jeu sur le score de 6-74, 7-5, 6-3 (second match WTA le plus long du début d'année 2014). Elle s'incline en 8e face à Agnieszka Radwańska (no 3 mondiale) 7-5, 6-3, malgré ses breaks en début de chaque set. Ensuite pour Miami, elle remporte son premier match 6-2, 6-70, 6-4 face à Andrea Petkovic mais s'incline 7-66, 6-4 face à la récente finaliste de l'Open d'Australie, Dominika Cibulková lors d'un match où elle se blesse à l'échauffement.
En avril, à l'Open de Katowice, WC et tête de série no 4, elle remporte son premier match face à Vesna Manasieva (6-3, 6-2), puis dispose de Kristína Kučová (6-3, 4-6, 6-3). Elle s'impose face à Klára Koukalová (6-2, 0-6, 6-2) puis vient à bout de la tête de série no 1 et no 3 mondiale, Agnieszka Radwańska (0-6, 6-2, 6-4) au cours d'un match décousu, où elle est menée 3-0 dans la manche décisive. Elle atteint ainsi sa deuxième finale de l'année qu'elle remporte face à Camila Giorgi (7-63, 5-7, 7-5).

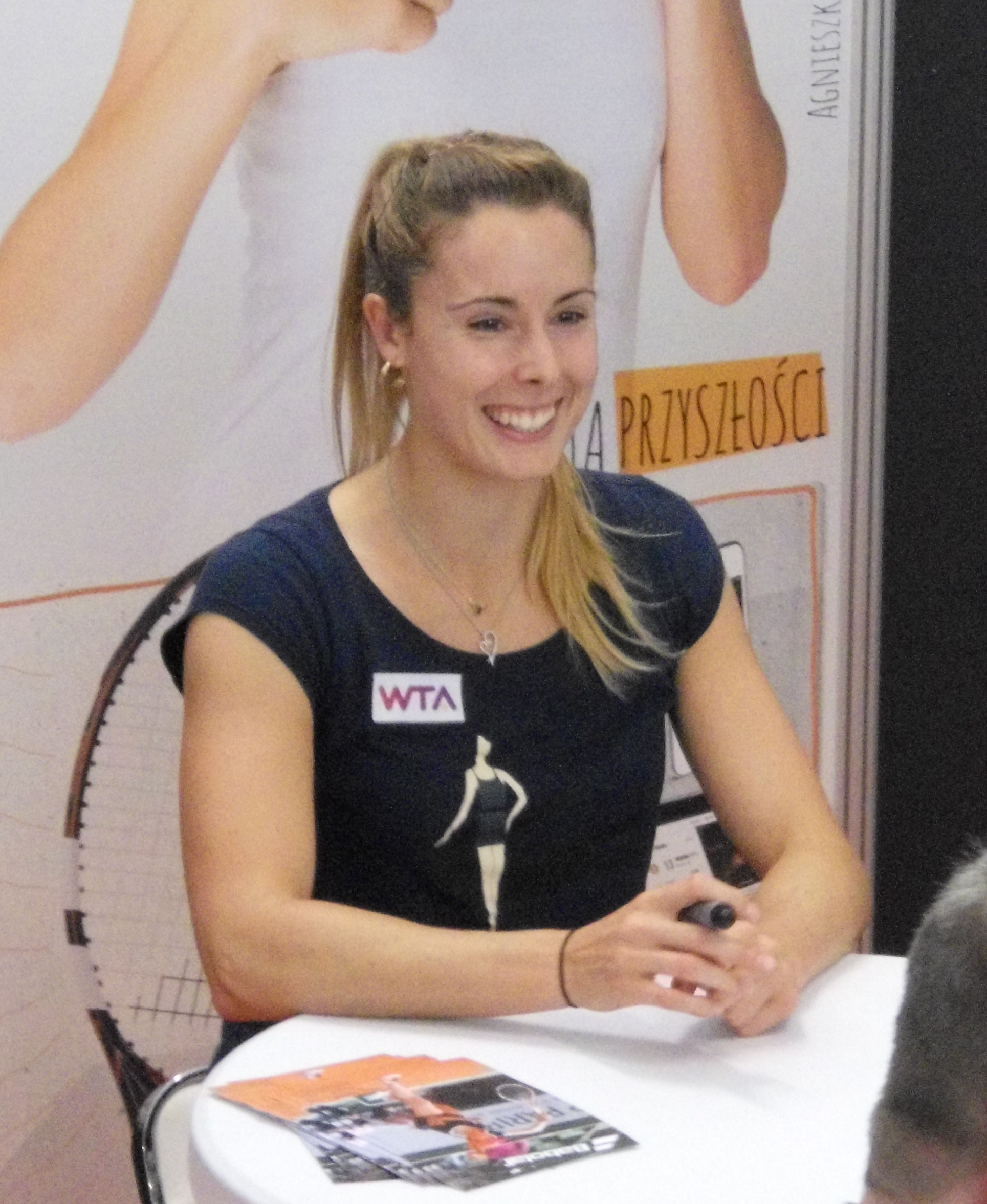
Alizé Cornet en 2014 à l'Open de Katowice.

Elle s'incline face à Madison Keys en Fed Cup dans un match pendant lequel elle se blesse et doit déclarer forfait pour l'Open d'Estoril. Elle revient à la compétition pour l'Open de Madrid où elle s'incline face à Svetlana Kuznetsova en trois sets au premier tour puis elle s'impose face à Kirsten Flipkens à Rome avant de perdre contre Ana Ivanović (7-61, 7-5). Elle défend ensuite son titre à Strasbourg où elle s'incline d'entrée contre Camila Giorgi.
À Roland-Garros, après avoir facilement passé son premier tour contre Ashleigh Barty, elle s'incline à la surprise générale contre l'Américaine Taylor Townsend (titulaire d'une wild card).
Elle participe ensuite au tournoi de Eastbourne où elle bat la Serbe Bojana Jovanovski puis s'incline face à Angelique Kerber en trois sets, après avoir obtenu deux balles de match. À Wimbledon, elle passe ses deux premiers tours contre Anna Karolína Schmiedlová et Petra Cetkovská en trois sets avant d'affronter Serena Williams, no 1 mondiale et quintuple vainqueur du tournoi. Elle réalise l'exploit de la battre (1-6, 6-3, 6-4) et se qualifie pour les huitièmes de finale qu'elle avait atteint une fois en 2009 à l'Open d'Australie. Cependant elle se fera battre par la Canadienne Eugenie Bouchard (7-65, 7-5) au terme d'un match tendu, et révélera la future finaliste.
Elle participe à l'US Open et atteint le troisième tour. Pour la tournée asiatique, lors de l'Open de Canton, elle atteint la finale mais perd contre Monica Niculescu en deux petits sets. Ensuite à l'Open de Wuhan, elle arrive jusqu'en quart de finale en éliminant notamment Serena Williams sur abandon au deuxième tour, mais perd contre Eugenie Bouchard (6-3, 7-5), également future finaliste. Pour l'Open de Chine, elle perd au troisième tour assez sèchement contre Samantha Stosur, mais après avoir battu la 11e mondiale Jelena Janković (7-5, 3-6, 6-4).
Elle termine sa saison au Masters bis de Sofia en perdant deux matchs et gagnant son unique match contre Ekaterina Makarova. Alizé Cornet finit l'année à la 20e place mondiale.

### 2015:8ede finale à Roland-Garros et un titre en double
- huitième de finaliste à Roland-Garros

Alizé Cornet s'engage en Hopman Cup. Associée à Benoît Paire, ils représentent la France dans cette compétition de double mixte, en Australie, à Perth. La paire française est éliminée dès les matchs de poules avec une seule victoire contre la paire australienne. Mais Alizé réussit ses 3 matchs de simple contrairement à son équipier, avec notamment une victoire de prestige sur Agnieszka Radwańska (no 6 mondiale).
À l'Open d'Australie, elle perd une nouvelle fois au stade du troisième tour d'un Grand Chelem contre Dominika Cibulková, confirmant son mal à passer le cap de la deuxième semaine. Elle revient à Katowice pour y défendre son titre, sauf qu'elle se fait battre en quart de finale sèchement 6-2, 6-0 par Anna Schmiedlová, future vainqueur. En mai, à l'Open de Madrid, elle bat au premier tour la numéro 2 mondiale, Simona Halep. Malheureusement elle est éliminée dès le tour suivant.
Le 29 mai, Alizé Cornet se qualifie pour les huitièmes de finale de Roland-Garros pour la première fois de sa carrière, après 11 participations. En battant sa bête noire Roberta Vinci au premier tour (4-6, 6-4, 6-1), la Roumaine Alexandra Dulgheru (6-2, 7-5) et la Croate Mirjana Lučić-Baroni (4-6, 6-3, 7-5). Mais perd contre Elina Svitolina (6-2, 7-69), où elle ressentira beaucoup de frustrations après le match, notamment à cause de décisions arbitrales.
La saison sur gazon est catastrophique, continuant à Wimbledon perdant au deuxième tour (7-66, 2-6, 6-1) contre une qualifiée, Olga Govortsova 122e mondiale. Sur le début des tournois nord-américains, elle réalise une bonne performance à Toronto en battant au premier tour la 10e mondiale Carla Suárez Navarro (6-3, 6-72, 6-4), Dominika Cibulková (6-3, 6-2) avant de perdre au troisième tour face à Agnieszka Radwańska (6-2, 4-6, 6-4). Après ce tournoi, sa dernière victoire remonte à New Haven au premier tour contre la qualifiée Yulia Putintseva (2-6, 6-0, 6-2), subissant depuis que des défaites, et se tourne dorénavant vers 2016 avec les Jeux olympiques de Rio.
En double, elle remporte en octobre le tournoi de Hong Kong associée à Yaroslava Shvedova en battant les têtes de séries no 2 (6-4, 6-4) et no 1 en finale (7-5, 6-4).

### 2016: cinquième titre WTA
- vainqueur du tournoi de Hobart

Alizé Cornet commence l'année dès son deuxième tournoi, à Hobart, en battant avec un beau jeu Denisa Allertová (6-4, 7-5), puis en éprouvant énormément de difficultés pour venir à bout de Verónica Cepede Royg en plus de trois heures de jeu. En quart, elle bénéficie du forfait de Mona Barthel, puis gagne facilement en demi-finale face à Johanna Larsson, (6-1, 6-1) en moins d'une heure. Elle gagne le cinquième titre de sa carrière en battant Eugenie Bouchard en finale (6-1, 6-2), le tout en un peu plus d'une heure de jeu. C'est son premier titre hors Europe.
Après de multiples forfaits pour une blessure au dos, elle annonce en février qu'elle souffre d'un œdème osseux et pourrait être absente des courts jusqu'à 6 mois. Mais elle avance son retour au vu de sa bonne forme, et dispute le tournoi de Miami, où elle gagne son premier match difficilement (6-4, 7-5) contre Galina Voskoboeva avant de perdre sèchement face à Agnieszka Radwańska. Puis elle continue à Katowice où elle perd contre Francesca Schiavone en deux manches au deuxième tour.
Vient ensuite le début de la saison sur terre battue. Elle perd d'entrée au tournoi de Stuttgart contre Julia Görges, puis à Prague contre Kateřina Siniaková. À Madrid, elle bat la jeune espoir espagnole de 18 ans Paula Badosa (2-6, 6-2, 2-2) sur abandon, avant de perdre sans démériter contre Victoria Azarenka. À Rome, elle perd à nouveau au premier tour face à Misaki Doi, montrant qu'elle est en manque de repères. À Roland-Garros, elle bat au second tour l'Allemande Tatjana Maria en trois sets alors qu'elle souffre de crampes (6-3, 6-75, 6-4). Son adversaire lui reproche à la fin du match d'avoir manqué de fair-play à la suite de son appel du kiné. Elle perd au tour suivant contre sa bête noire, Venus Williams 11e mondiale (7-65, 1-6, 6-0) mais lui prend un set pour la première fois.
À Wimbledon, elle passe ses deux premiers tours également en battant la tête de série no 20 Sara Errani (7-64, 7-5) au second tour, mais perd contre la 9e mondiale Madison Keys, en trois manche physique.
Elle rejoue mieux à partir d'octobre, avec le tournoi de Pékin, elle passe son premier tour et prend sa revanche de Wuhan, en battant la nouvelle no 8 mondiale Dominika Cibulková (6-2, 5-7, 6-2) avec beaucoup de breaks. Avant de perdre contre Yaroslava Shvedova en deux sets au tour suivant. Ensuite la semaine d'après, à Hong Kong, elle bat pour la première fois en carrière Venus Williams (6-2, 3-6, 6-2) au deuxième tour, mais perdant en quart contre Jelena Janković.

### 2017: finale à Brisbane
- finaliste du tournoi de Brisbane
- huitième de finaliste à Roland-Garros

Alizé Cornet commence bien l'année avec un tennis retrouvé durant cette semaine à Brisbane, premier tournoi de la saison. Alors 41e mondiale, elle bat au premier tour (3-6, 6-4, 7-65) la 16e mondiale Elena Vesnina au terme d'un match accroché de 2 h 37 de jeu. Puis bat facilement Christina McHale, avant de vaincre à nouveau Dominika Cibulková, 5e mondiale (6-3, 7-5) en tout juste deux heures, et bénéficie de l'abandon à 4-1 de l'Espagnole Garbiñe Muguruza, 7e mondiale pour se hisser en finale, la première dans cette catégorie depuis Dubaï 2014. Cependant en finale, elle subit la puissance et la force de la Tchèque Karolína Plíšková 6e mondiale, (0-6, 3-6) en tout juste une heure, mais grâce à ce parcours, elle passe 31e mondiale et devient tête de série pour l'Open d'Australie. Elle affronte au premier tour sa compatriote Myrtille Georges dans un match remporté avec du courage et une extrême chaleur (6-3, 4-6, 6-1). La Niçoise s'incline néanmoins au tour suivant contre la Grecque María Sákkari (5-7, 6-4, 1-6).
De retour en Europe, elle participe au tournoi de Saint-Pétersbourg où elle remporte son premier tour face à Kirsten Flipkens (6-4, 6-1), mais après une rude bataille, elle s'incline contre la locale Elena Vesnina (6-2, 3-6, 3-6).
Après des contre-performances, elle revient sur terre aux Internationaux de France en bonne forme et avec un jeu performant. Alizé passe Tímea Babos (6-2, 6-75, 6-2), puis la 17e mondiale Barbora Strýcová facilement (6-4, 6-1), après avoir perdu le duel important lors de la finale de Fed Cup en 2016. Elle arrive à vaincre par la suite une de ses bêtes noires, la 10e mondiale Agnieszka Radwańska, (6-2, 6-2) en 1 h 20 dans un match maîtrisé du début à la fin et ce qualifiant pour son deuxième huitième de finale à Roland-Garros,. Elle affronte une autre Française Caroline Garcia pour une place en quart de finale, la première fois depuis 1973 qu'on assiste à un duel de deuxième semaine entre deux Françaises à Roland-Garros. Cornet perd le match en une heure et demie (2-6, 4-6) malgré une résistance dans la dernière manche,.
Après Paris, Cornet enchaîne 5 défaites consécutives à Birmingham, Eastbourne, Wimbledon sur gazon, puis Stanford et Toronto sur dur. À Cincinnati, elle gagne son premier match depuis la terre battue contre Catherine Bellis (7-65, 3-6, 6-2) avant de perdre à nouveau sèchement (1-6, 4-6) contre la tête de série numéro 11, Dominika Cibulková. Puis à New Haven, Cornet inflige une double bulle à Yulia Putintseva en 59 minutes, mais s'incline à nouveau contre Dominika Cibulková (6-2, 2-6, 4-6). Pour le dernier Grand Chelem à l'US Open, elle passe (6-4, 6-4) Heather Watson, mais s'incline (1-6, 2-6) contre la tête de série numéro 13, Petra Kvitová.
Pour la tournée asiatique, elle débute à Guangzhou en perdant contre Yanina Wickmayer. À Wuhan, elle vainc Anastasia Pavlyuchenkova (6-3, 6-2), puis une autre Russe Svetlana Kuznetsova alors 8e mondiale, (6-3, 6-3) pour passer en huitième,. Elle se hisse en quart de finale, après un match compliqué et interrompu plusieurs fois à cause de la pluie, face à la qualifiée Varvara Lepchenko (3-6, 6-4, 6-2) en renversant la rencontre,. Elle s'incline (6-72, 5-7) avec une moins bonne qualité de balle contre la surprise et qualifiée du tournoi, la Grecque María Sákkari. Juste après à Pékin, elle passe Wang Yafan et surtout la tête de série numéro 10, Angelique Kerber (6-4, 6-4). Mais perdra sèchement (2-6, 1-6) contre sa compatriote Caroline Garcia, qui la bat à nouveau.

### 2018: sixième titre WTA
- vainqueur du tournoi de Gstaad

Alizé Cornet commence son année comme en 2017 à Brisbane premier tournoi de la saison. Elle bat au premier tour sur abandon sa compatriote Caroline Garcia souffrant du dos, puis Mirjana Lučić-Baroni (6-1, 7-5) ; avant de s'incliner (6-3, 2-6, 3-6) contre la qualifiée et future finaliste, Aliaksandra Sasnovich.
À l'Open d'Australie, elle affronte au premier tour et bat la jeune Chinoise Wang Xinyu (6-4, 6-2), avant de passer au 3e tour après sa victoire (6-4, 6-3) contre la 12e mondiale, Julia Görges qui était sur une série de 15 victoires consécutives. Opposée à Elise Mertens au 3e tour, elle s'incline (7-5, 6-4), affaiblie par la chaleur. Elle est ensuite visée par une procédure disciplinaire après avoir manqué trois contrôles antidopage lors des 12 derniers mois.
En parallèle de ces difficultés disciplinaires, Alizé Cornet connaît une saison assez mitigée. À la suite de l'Open d'Australie, elle s'incline au deuxième tour du tournoi de Saint-Petersbourg face à Daria Kasatkina. Elle chute de nouveau au deuxième tour au tournoi de Doha, où elle perd le match et son sang-froid face à Karolína Plíšková. La suite est médiocre avec trois défaites en quatre matchs, dont deux éliminations aux premiers tours des tournois d'Acapulco et Indian Wells, respectivement face à Rebecca Peterson et Sofya Zhuk. À Miami, elle passe le premier tour en éliminant Mattek-Sands avant de perdre face à Anastasija Sevastova.
Ces difficultés sur dur permettent d'appréhender la saison sur terre battue sur une nouvelle dynamique. Alizé Cornet atteint ainsi les quarts de finale du tournoi de Charleston, s'inclinant face à la future lauréate Kiki Bertens. Le tournoi de Lugano prend vite fin avec une sortie prématurée au deuxième tour qui l'opposait à la locale Stefanie Vögele. À Stuttgart, la Française échoue même au troisième tour des qualifications, éliminée par la jeune et talentueuse Ukrainienne Marta Kostyuk. C'est une autre Ukrainienne, Elina Svitolina, qui douchera rapidement les espoirs de Cornet au tournoi de Madrid. Après la préparation médiocre à Roland-Garros, Cornet s'incline au deuxième tour face à sa compatriote Pauline Parmentier, ne concrétisant que 2 balles de break sur 27.
Sur gazon, la saison débute par un premier échec au deuxième tour à Birmingham contre Svitolina, puis au premier tour à Eastbourne, face à une autre Ukrainienne, Kateryna Bondarenko, avant de se faire éliminer à Wimbledon par Dominika Cibulková dès le premier tour. Ces difficultés successives prennent fin au tournoi de Gstaad. Déjà titrée en Suisse en 2012, la Française réitère sa performance sans perdre de set tout au long du tournoi.

### 2019: victoire en Fed Cup
Le 10 novembre 2019, elle remporte la finale de la Fed Cup avec l'équipe de France.
En septembre 2020, Alizé Cornet se fait éliminer par la Bulgare Tsvetana Pironkova (4-6, 7-6, 3-6) en huitième de finale du tournoi de l'US Open, ce qui représente ainsi la meilleure performance de sa carrière au cours du tournoi américain. Elle n'avait pas passé le troisième tour d'un tournoi du Grand Chelem depuis plus de cinq ans et son parcours à Roland-Garros 2015.

### 2020 - 2021: progression ralentie par le COVID et des blessures
En mars 2020, le tournoi WTA est suspendu par la pandémie de COVID-19. En août, elle participe au Tournoi de Cincinnati où elle bat au deuxième tour la numéro 4 mondiale Sofia Kenin, tête de série numéro 2. Elle s'incline au tour suivant face à Victoria Azarenka.
Elle participe ensuite à l'US Open. Après deux premiers matchs gagnés face à Lauren Davis et Ysaline Bonaventure, elle s'impose face à l'Américaine Madison Keys, tête de série numéro 7. Après l'Open d'Australie en 2009, Wimbledon en 2014 et Roland-Garros en 2015, elle atteint ainsi les huitièmes de finale du dernier Grand Chelem qu'il lui manquait. Elle s'y incline en trois sets, battue par Tsvetana Pironkova.
Le 29 mars 2021, elle atteint sa première finale depuis 3 ans au tournoi de Chicago mais elle se blesse et s'incline 7-5, 6-4 face à Elina Svitolina.

### 2022: premier 1/4 en Grand Chelem, victoire contre lano1mondiale à Wimbledon
Pour l'Open d'Australie, Alizé passe ses deux premiers tours face à la qualifiée Viktoria Tomova (6-3, 6-3) et surtout la numéro 3 mondiale Garbiñe Muguruza (6-3, 6-3) sans concéder aucune balle de break durant le match. Durant son 3e tour, elle est menée 6-4, 4-1 double break face à la tête de série no 29 Tamara Zidanšek mais elle réussit à inverser la tendance et se qualifie en huitièmes sur le score de 4-6, 6-4, 6-2. En huitièmes de finale, elle affronte l'ancienne numéro 1 mondiale Simona Halep. Alors qu'elle menait 6-4, 3-1 15-40, elle perd cinq jeux d'affilée et se retrouve dans un troisième set qu'elle gagne 6-4. Le score final est 6-4, 3-6, 6-4, ce qui permet à la Française de se qualifier pour son premier quart de finale en grand chelem. Elle finit par céder sous la puissance de la future finaliste Danielle Collins en deux sets (7-5, 6-1).
Début juillet, à Wimbledon à la faveur des victoires sur Yulia Putintseva, Claire Liu et Iga Świątek en deux sets (6-4, 6-2), elle atteint les huitièmes de finale. C'est la quatrième fois qu'elle bat une numéro une mondiale dans sa carrière, la première depuis 2014. Elle met fin à la série de 37 victoires consécutives de Iga Świątek. Elle est battue au match suivant par Ajla Tomljanović malgré le gain du premier set (6-4, 4-6, 3-6).
Après une victoire sur une Caroline Garcia en pleine forme à la coupe Rogers, elle atteint les demi-finales du tournoi de Cleveland.
Lors de l'US Open, elle bat le record de participation consécutive aux tournois du grand chelem, auparavant détenu par Ai Sugiyama. Elle fête ce record en éliminant la tenante du titre Emma Raducanu, numéro 11 mondiale, en deux sets (6-3, 6-3). Après une victoire sur Siniaková, elle retrouve au troisième tour Danielle Collins pour une revanche de l'Open d'Australie. Le résultat est similaire avec une défaite en deux sets (6-4, 7-69). Ce tournoi solde la meilleure saison d'Alizé Cornet en grands chelems avec 2 troisièmes tours, un huitième et un quart.

### 2023: saison difficile et éliminations précoces en Grand Chelem
Pour la première fois depuis 2012, Alizé Cornet est éliminée dès le premier tour de l'Open d'Australie par Leylah Fernandez (40) 5-7 2-6.
Au tournoi de Roland-Garros, elle s'incline également dès le premier tour face à l’Italienne Camila Giorgi (37), 3-6 4-6. Peu avant le tournoi, elle explique avoir continué de jouer parce qu'elle avait un bon classement l'année précédente (31) mais n'être plus sûre de vouloir continuer, alors qu'elle est désormais 62ème. 
A Wimbledon, elle s'incline au deuxième tour face à la lauréate de l'édition précédente, la Kazakhe Elena Rybakina (3) 2-6 6-7 (2). Elle exprime alors la possibilité qu'il s'agisse de son dernier match dans ce tournoi. 
A l'US Open, elle s'incline également dès le premier tour après avoir laissé entendre qu'il s'agit aussi de son dernier match dans ce tournoi, face à la Russe Elina Avanesyan (66) 2-6 6-1 4-6.

### 2024: retrait du circuit

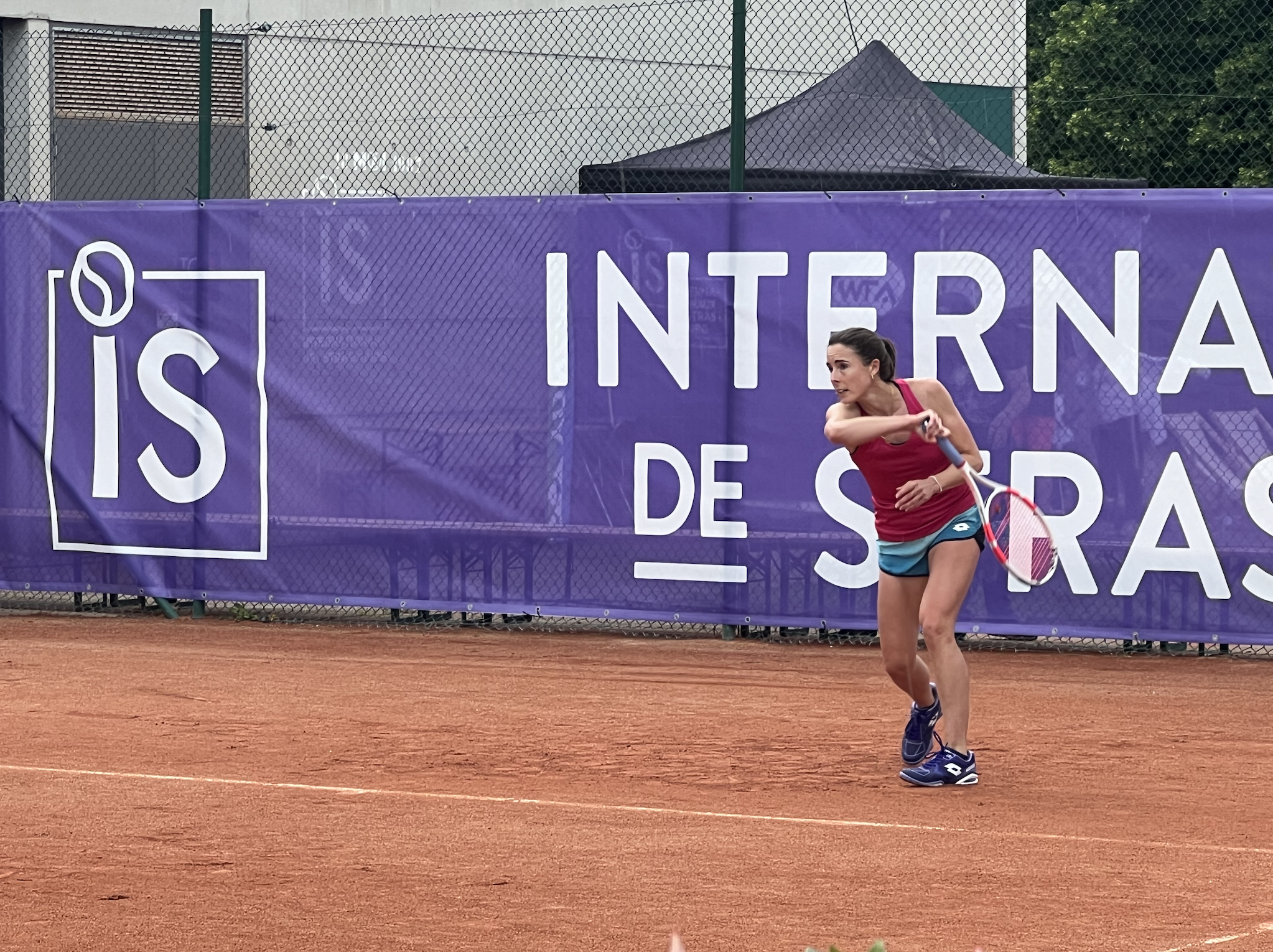
Cornet à l'entraînement lors de son avant-dernier tournoi en carrière.

Le 27 avril 2024, elle annonce mettre un terme à sa carrière après l'édition 2024 de Roland-Garros.
Le 28 mai 2024, elle perd contre la Chinoise Zheng Qinwen (7) 6-2 6-1, et met ainsi fin à sa carrière internationale. 

### 2025: retour sur le circuit
Le lundi 24 mars, Alizé Cornet annonce son retour sur le circuit au tournoi 125 de La Bisbal suivi du tournoi WTA 250 de Rouen. Alors 532ème mondiale, elle abandonne face à la Hongroise Dalma Galfi 0-6, 0-3) en quart de finale après deux victoires contre l’Espagnole Irene Burillo Escorihuela (231) 6-1 6-2 et la Suissesse Susan Bandecchi (199) 6-3 4-6 7-5.

## Style de jeu
Le jeu d'Alizé Cornet est différent de la plupart des joueuses sur le circuit. Elle possède un coup droit qu'elle frappe assez bombé, pour gêner son adversaire et gagner du temps pour se replacer ou attaquer. Son revers est également très sûr. Son service s'améliore d'année en année et elle possède une deuxième balle solide. Son manque de puissance l'empêche encore de terminer les points rapidement, mais son jeu offensif progresse, surtout depuis 2014. Son plus gros atout reste sa bonne défense, liée à un excellent jeu de jambes, ce qui la rend difficile à déborder, en particulier sur terre battue[source insuffisante].
Au niveau mental, Alizé Cornet a énormément progressé : jeune joueuse, elle était capable de battre les meilleures, mais aussi de s'effondrer contre des bien moins fortes. En 2014, son jeu a acquis beaucoup plus de solidité et lui donne confiance, ce qui lui permet d'avoir des performances régulières et d'avancer progressivement dans le classement mondial. Elle a un esprit très combatif, à l'image de ses matchs marathons en trois sets de 2014, qu'elle a très souvent remportés, en renversant des situations mal embarquées, comme dans son match contre Carla Suárez Navarro à Indian Wells.
Depuis 2013 cependant, elle a complètement fait évoluer son jeu, améliorant son service, sa volée et sa puissance aussi bien en revers qu'en coup droit, qu'elle a complètement réappris et avec lequel elle était auparavant incapable de gêner son adversaire.

## Palmarès

### Titres en simple dames
| No | Date       | Nom et lieu du tournoi                               | Catégorie | Dotation  | Surface      | Finaliste        | Score          |          |
| -- | ---------- | ---------------------------------------------------- | --------- | --------- | ------------ | ---------------- | -------------- | -------- |
| 1  | 07-07-2008 | Grand Prix, Budapest                                 | Tier III  | 175 000 $ | Terre (ext.) | Andreja Klepač   | 7-65, 6-3      | Parcours |
| 2  | 11-06-2012 | Nürnberger Gastein Ladies, Bad Gastein               | Intern'l  | 220 000 $ | Terre (ext.) | Yanina Wickmayer | 7-5, 7-61      | Parcours |
| 3  | 20-05-2013 | Internationaux de Strasbourg, Strasbourg             | Intern'l  | 235 000 $ | Terre (ext.) | Lucie Hradecká   | 7-64, 6-0      | Parcours |
| 4  | 07-04-2014 | BNP Paribas Katowice Open, Katowice                  | Intern'l  | 250 000 $ | Dur (int.)   | Camila Giorgi    | 7-63, 5-7, 7-5 | Parcours |
| 5  | 10-01-2016 | Hobart International, Hobart                         | Intern'l  | 250 000 $ | Dur (ext.)   | Eugenie Bouchard | 6-1, 6-2       | Parcours |
| 6  | 16-07-2018 | Ladies Championship Gstaad by iXion Services, Gstaad | Intern'l  | 250 000 $ | Terre (ext.) | Mandy Minella    | 6-4, 7-66      | Parcours |

### Finales en simple dames
| No | Date       | Nom et lieu du tournoi                      | Catégorie | Dotation    | Surface      | Vainqueure          | Score         |          |
| -- | ---------- | ------------------------------------------- | --------- | ----------- | ------------ | ------------------- | ------------- | -------- |
| 1  | 25-02-2008 | Abierto Mexicano Telcel HSBC, Acapulco      | Tier III  | 180 000 $   | Terre (ext.) | Flavia Pennetta     | 6-0, 4-6, 6-1 | Parcours |
| 2  | 12-05-2008 | Internazionali BNL d'Italia, Rome           | Tier I    | 1 340 000 $ | Terre (ext.) | Jelena Janković     | 6-2, 6-2      | Parcours |
| 3  | 21-05-2012 | Internationaux de Strasbourg, Strasbourg    | Intern'l  | 220 000 $   | Terre (ext.) | Francesca Schiavone | 6-4, 6-4      | Parcours |
| 4  | 17-02-2014 | Duty Free Tennis Championships, Dubaï       | Premier   | 2 000 000 $ | Dur (ext.)   | Venus Williams      | 6-3, 6-0      | Parcours |
| 5  | 15-09-2014 | International Women's Open, Guangzhou       | Intern'l  | 500 000 $   | Dur (ext.)   | Monica Niculescu    | 6-4, 6-0      | Parcours |
| 6  | 01-01-2017 | Brisbane International by Suncorp, Brisbane | Premier   | 1 000 000 $ | Dur (ext.)   | Karolína Plíšková   | 6-0, 6-3      | Parcours |
| 7  | 15-07-2019 | Ladies Championships Lausanne, Lausanne     | Intern'l  | 226 750 $   | Terre (ext.) | Fiona Ferro         | 6-1, 2-6, 6-1 | Parcours |
| 8  | 22-08-2021 | WTA Chicago Women's Open, Chicago           | WTA 250   | 235 238 $   | Dur (ext.)   | Elina Svitolina     | 7-5, 6-4      | Parcours |
| 9  | 03-10-2022 | Jasmin Open Tunisia, Monastir               | WTA 250   | 251 750 $   | Dur (ext.)   | Elise Mertens       | 6-2, 6-0      | Parcours |

### Titres en double dames
| No | Date       | Nom et lieu du tournoi                     | Catégorie | Dotation  | Surface      | Partenaire         | Finalistes                            | Score             |          |
| -- | ---------- | ------------------------------------------ | --------- | --------- | ------------ | ------------------ | ------------------------------------- | ----------------- | -------- |
| 1  | 07-07-2008 | Grand Prix Budapest                        | Tier III  | 175 000 $ | Terre (ext.) | Janette Husárová   | Vanessa Henke Raluca Olaru            | 6-75, 6-1, [10-6] | Parcours |
| 2  | 17-05-2010 | Internationaux de Strasbourg Strasbourg    | Intern'l  | 220 000 $ | Terre (ext.) | Vania King         | Alla Kudryavtseva Anastasia Rodionova | 3-6, 6-4, [10-7]  | Parcours |
| 3  | 12-10-2015 | Prudential Hong Kong Tennis Open Hong Kong | Intern'l  | 250 000 $ | Dur (ext.)   | Yaroslava Shvedova | Lara Arruabarrena Andreja Klepač      | 7-5, 6-4          | Parcours |

### Finales en double dames
| No | Date       | Nom et lieu du tournoi               | Catégorie | Dotation  | Surface      | Vainqueures                      | Partenaire         | Score             |          |
| -- | ---------- | ------------------------------------ | --------- | --------- | ------------ | -------------------------------- | ------------------ | ----------------- | -------- |
| 1  | 22-08-2011 | Texas Tennis Open Dallas             | Intern'l  | 220 000 $ | Dur (ext.)   | Alberta Brianti Sorana Cîrstea   | Pauline Parmentier | 7-5, 6-3          | Parcours |
| 2  | 15-09-2014 | International Women's Open Guangzhou | Intern'l  | 500 000 $ | Dur (ext.)   | Chuang Chia-jung Liang Chen      | Magda Linette      | 2-6, 7-63, [10-7] | Parcours |
| 3  | 31-07-2017 | Bank of the West Classic Stanford    | Premier   | 776 000 $ | Dur (ext.)   | Abigail Spears Coco Vandeweghe   | Alicja Rosolska    | 6-2, 6-3          | Parcours |
| 4  | 13-06-2022 | Bett1 Berlin                         | WTA 500   | 757 900 $ | Gazon (ext.) | Storm Sanders Kateřina Siniaková | Jil Teichmann      | 6-4, 6-3          | Parcours |

### Titre en double mixte
| No | Date       | Nom et lieu du tournoi        | Catégorie | Dotation      | Surface    | Partenaire         | Finalistes                          | Score        |          |
| -- | ---------- | ----------------------------- | --------- | ------------- | ---------- | ------------------ | ----------------------------------- | ------------ | -------- |
| 1  | 28-12-2013 | Hyundai Hopman Cup XXVI Perth | ITF       | 1 000 000 AU$ | Dur (int.) | Jo-Wilfried Tsonga | Agnieszka Radwańska Grzegorz Panfil | 2 matchs à 1 | Parcours |

## Parcours en Grand Chelem

### En simple dames
| Année | Open d'Australie | Open d'Australie    | Internationaux de France | Internationaux de France | Wimbledon       | Wimbledon           | US Open         | US Open            |
| ----- | ---------------- | ------------------- | ------------------------ | ------------------------ | --------------- | ------------------- | --------------- | ------------------ |
| 2005  | —                | —                   | 2e tour (1/32)           | Amélie Mauresmo          | —               | —                   | —               | —                  |
| 2006  | 1er tour (1/64)  | Aiko Nakamura       | 2e tour (1/32)           | Tathiana Garbin          | —               | —                   | —               | —                  |
| 2007  | 1er tour (1/64)  | Daniela Hantuchová  | 1er tour (1/64)          | Venus Williams           | 2e tour (1/32)  | Ai Sugiyama         | 3e tour (1/16)  | Jelena Janković    |
| 2008  | 2e tour (1/32)   | Daniela Hantuchová  | 3e tour (1/16)           | Agnieszka Radwańska      | 1er tour (1/64) | A. Pavlyuchenkova   | 3e tour (1/16)  | A.-L. Grönefeld    |
| 2009  | 1/8 de finale    | Dinara Safina       | 2e tour (1/32)           | Sorana Cîrstea           | 1er tour (1/64) | Vera Dushevina      | 2e tour (1/32)  | Zheng Jie          |
| 2010  | 1er tour (1/64)  | Francesca Schiavone | 1er tour (1/64)          | A. Pavlyuchenkova        | 1er tour (1/64) | Raluca Olaru        | 1er tour (1/64) | Kaia Kanepi        |
| 2011  | 3e tour (1/16)   | Kim Clijsters       | 2e tour (1/32)           | Nuria Llagostera Vives   | 1er tour (1/64) | Kateryna Bondarenko | 2e tour (1/32)  | Roberta Vinci      |
| 2012  | 1er tour (1/64)  | Monica Niculescu    | 1er tour (1/64)          | Zheng Jie                | 2e tour (1/32)  | Tamira Paszek       | 2e tour (1/32)  | Petra Kvitová      |
| 2013  | 2e tour (1/32)   | Venus Williams      | 3e tour (1/16)           | Victoria Azarenka        | 3e tour (1/16)  | Flavia Pennetta     | 3e tour (1/16)  | Victoria Azarenka  |
| 2014  | 3e tour (1/16)   | Maria Sharapova     | 2e tour (1/32)           | Taylor Townsend          | 1/8 de finale   | Eugenie Bouchard    | 3e tour (1/16)  | Lucie Šafářová     |
| 2015  | 3e tour (1/16)   | Dominika Cibulková  | 1/8 de finale            | Elina Svitolina          | 2e tour (1/32)  | Olga Govortsova     | 1er tour (1/64) | Kurumi Nara        |
| 2016  | 2e tour (1/32)   | Zhang Shuai         | 3e tour (1/16)           | Venus Williams           | 3e tour (1/16)  | Madison Keys        | 1er tour (1/64) | Mirjana Lučić      |
| 2017  | 2e tour (1/32)   | María Sákkari       | 1/8 de finale            | Caroline Garcia          | 1er tour (1/64) | Camila Giorgi       | 2e tour (1/32)  | Petra Kvitová      |
| 2018  | 3e tour (1/16)   | Elise Mertens       | 2e tour (1/32)           | Pauline Parmentier       | 1er tour (1/64) | Dominika Cibulková  | 1er tour (1/64) | Johanna Larsson    |
| 2019  | 2e tour (1/32)   | Venus Williams      | 1er tour (1/64)          | Viktória Kužmová         | 1er tour (1/64) | Victoria Azarenka   | 2e tour (1/32)  | Belinda Bencic     |
| 2020  | 2e tour (1/32)   | Donna Vekić         | 2e tour (1/32)           | Zhang Shuai              | Annulé          | Annulé              | 1/8 de finale   | Tsvetana Pironkova |
| 2021  | 2e tour (1/32)   | Ann Li              | 1er tour (1/64)          | Harmony Tan              | 2e tour (1/32)  | Ajla Tomljanović    | 1er tour (1/64) | Ons Jabeur         |
| 2022  | 1/4 de finale    | Danielle Collins    | 3e tour (1/16)           | Zheng Qinwen             | 1/8 de finale   | Ajla Tomljanović    | 3e tour (1/16)  | Danielle Collins   |
| 2023  | 1er tour (1/64)  | Leylah Fernandez    | 1er tour (1/64)          | Camila Giorgi            | 2e tour (1/32)  | Elena Rybakina      | 1er tour (1/64) | Elina Avanesyan    |
| 2024  | 1er tour (1/64)  | Maria Timofeeva     | 1er tour (1/64)          | Zheng Qinwen             | Q3              | Elsa Jacquemot      | —               | —                  |

N.B. : à droite du résultat se trouve le nom de l'ultime adversaire.

### En double dames
N.B. : le nom de la partenaire se trouve sous le résultat ; le nom des ultimes adversaires se trouve à droite.

### En double mixte
| Année | Open d'Australie                                                     | Open d'Australie                                                      | Internationaux de France                                                          | Internationaux de France                                               | Wimbledon                                                                  | Wimbledon                                                                     | US Open | US Open |
| ----- | -------------------------------------------------------------------- | --------------------------------------------------------------------- | --------------------------------------------------------------------------------- | ---------------------------------------------------------------------- | -------------------------------------------------------------------------- | ----------------------------------------------------------------------------- | ------- | ------- |
| 2005  | —                                                                    | —                                                                     | 1er tour (1/16) Monfils \|\| style="text-align:left;" \| Myskina Björkman         | —                                                                      | —                                                                          | —                                                                             | —       |         |
| 2006  | 2e tour (1/8) Monfils \|\| style="text-align:left;" \| Morariu Bryan | 1er tour (1/16) Chardy \|\| style="text-align:left;" \| Zvonareva Ram | —                                                                                 | —                                                                      | —                                                                          | —                                                                             |         |         |
| 2007  | —                                                                    | —                                                                     | 2e tour (1/8) Eysseric \|\| style="text-align:left;" \| Sun Knowle                | —                                                                      | —                                                                          | —                                                                             | —       |         |
| 2008  | —                                                                    | —                                                                     | 2e tour (1/8) Melo \|\| style="text-align:left;" \| Bondarenko Kerr               | 1er tour (1/32) Melo \|\| style="text-align:left;" \| Vaidišová Dlouhý | —                                                                          | —                                                                             |         |         |
| 2009  | 1/4 de finale Melo \|\| style="text-align:left;" \| Benešová Dlouhý  | —                                                                     | —                                                                                 | —                                                                      | —                                                                          | 1er tour (1/16) Aspelin \|\| style="text-align:left;" \| Kops-Jones Coetzee   |         |         |
|       |                                                                      |                                                                       |                                                                                   |                                                                        |                                                                            |                                                                               |         |         |
| 2011  | —                                                                    | —                                                                     | 1er tour (1/16) Simon \|\| style="text-align:left;" \| Gajdošová Bellucci         | —                                                                      | —                                                                          | —                                                                             | —       |         |
|       |                                                                      |                                                                       |                                                                                   |                                                                        |                                                                            |                                                                               |         |         |
| 2013  | —                                                                    | —                                                                     | —                                                                                 | —                                                                      | 1/8 de finale Butorac \|\| style="text-align:left;" \| Mirza Tecău         | 2e tour (1/8) Roger-Vasselin \|\| style="text-align:left;" \| Spears González |         |         |
| 2014  | —                                                                    | —                                                                     | 1/4 de finale Eysseric \|\| style="text-align:left;" \| Babos Butorac             | —                                                                      | —                                                                          | —                                                                             | —       |         |
| 2015  | —                                                                    | —                                                                     | —                                                                                 | —                                                                      | 2e tour (1/16) Roger-Vasselin \|\| style="text-align:left;" \| Hingis Paes | —                                                                             | —       |         |
| 2016  | —                                                                    | —                                                                     | 2e tour (1/8) Eysseric \|\| style="text-align:left;" \| Mirza Dodig               | —                                                                      | —                                                                          | —                                                                             | —       |         |
|       |                                                                      |                                                                       |                                                                                   |                                                                        |                                                                            |                                                                               |         |         |
| 2019  | —                                                                    | —                                                                     | 1er tour (1/16) Eysseric \|\| style="text-align:left;" \| Klepač Roger-Vasselin   | 1er tour (1/32) Mahut \|\| style="text-align:left;" \| Aoyama Rungkat  | —                                                                          | —                                                                             |         |         |
|       |                                                                      |                                                                       |                                                                                   |                                                                        |                                                                            |                                                                               |         |         |
| 2021  | —                                                                    | —                                                                     | 1er tour (1/8) Roger-Vasselin \|\| style="text-align:left;" \| Krejčíková Polášek | —                                                                      | —                                                                          | —                                                                             | —       |         |

N.B. : le nom du partenaire se trouve sous le résultat ; le nom des ultimes adversaires se trouve à droite.

## Parcours en «Premier» et WTA 1000
Les tournois WTA « Premier Mandatory » et « Premier 5 » (entre 2009 et 2020) et WTA 1000 (à partir de 2021) constituent les catégories d'épreuves les plus prestigieuses, après les quatre levées du Grand Chelem.

### En simple dames
| Année |       |                             |                               |                                |                              |                               |                              |                                   |                              |                              |  |                               |
| Doha  | Dubaï | Indian Wells                | Miami                         | Madrid                         | Rome                         | Canada                        | Cincinnati                   | Pékin                             |                              | Tokyo                        |  |                               |
| Doha  | Dubaï | Indian Wells                | Miami                         | Madrid                         | Rome                         | Canada                        | Cincinnati                   | Pékin                             | Wuhan                        |                              |  |                               |
| Doha  | Dubaï | Indian Wells                | Miami                         | Madrid                         | Rome                         | Canada                        | Cincinnati                   | Pékin                             | Guadalajara                  |                              |  |                               |
| 2009  |       |                             | 3e tour (1/8) V. Williams     | 2e tour (1/32) K. Barrois      | 3e tour (1/16) Zheng J.      | 1er tour (1/32) E. Vesnina    | 2e tour (1/16) K. Bondarenko | 1er tour (1/32) A. Rezaï          | 1er tour (1/32) M. Czink     | 2e tour (1/16) A. Wozniak    |  | 1er tour (1/32) Li N.         |
| 2010  |       |                             |                               | 1er tour (1/64) C. Suárez      | 2e tour (1/32) F. Schiavone  | 1er tour (1/32) F. Schiavone  |                              |                                   |                              |                              |  |                               |
| 2011  |       |                             |                               | 3e tour (1/16) F. Schiavone    | 1er tour (1/64) V. Razzano   |                               |                              |                                   |                              |                              |  |                               |
| 2012  |       |                             |                               |                                | 1er tour (1/64) S. Peer      |                               |                              |                                   |                              | 1er tour (1/32) V. Azarenka  |  | 1er tour (1/32) P. Parmentier |
| 2013  |       |                             |                               | 2e tour (1/32) C. Wozniacki    | 4e tour (1/8) R. Vinci       | 2e tour (1/16) A. Kerber      | 1er tour (1/32) N. Burnett   | 3e tour (1/8) S. Errani           | 2e tour (1/16) M. Rybáriková | 1er tour (1/32) F. Schiavone |  | 1er tour (1/32) S. Stosur     |
| 2014  |       | 1er tour (1/32) S. Vögele   |                               | 4e tour (1/8) A. Radwańska     | 3e tour (1/16) D. Cibulková  | 1er tour (1/32) S. Kuznetsova | 2e tour (1/16) A. Ivanović   | 2e tour (1/16) V. Azarenka        | 1er tour (1/32) M. Keys      | 3e tour (1/8) S. Stosur      |  | 1/4 de finale E. Bouchard     |
| 2015  |       |                             | 3e tour (1/8) C. Wozniacki    | 3e tour (1/16) L. Tsurenko     | 3e tour (1/16) C. Suárez     | 2e tour (1/16) R. Vinci       | 1er tour (1/32) A. Kerber    | 3e tour (1/8) A. Radwańska        | 1er tour (1/32) I-C. Begu    | 1er tour (1/32) B. Mattek    |  | 1er tour (1/32) J. Görges     |
| 2016  |       |                             |                               |                                | 2e tour (1/32) A. Radwańska  | 2e tour (1/16) V. Azarenka    | 1er tour (1/32) M. Doi       | 1er tour (1/32) A. Petkovic       | 2e tour (1/16) C. Suárez     | 3e tour (1/8) Y. Shvedova    |  | 1er tour (1/32) D. Cibulková  |
| 2017  |       |                             |                               |                                | 1er tour (1/64) A. Sasnovich | 1er tour (1/32) E. Bouchard   | 2e tour (1/16) E. Svitolina  | 1er tour (1/32) A. Pavlyuchenkova | 2e tour (1/16) D. Cibulková  | 3e tour (1/8) C. Garcia      |  | 1/4 de finale M. Sákkari      |
| 2018  |       | 2e tour (1/16) Ka. Plíšková |                               | 1er tour (1/64) S. Zhuk        | 2e tour (1/32) A. Sevastova  | 1er tour (1/32) E. Svitolina  |                              | 3e tour (1/8) A. Barty            | 2e tour (1/16) E. Makarova   | 1er tour (1/32) A. Sevastova |  | 1er tour (1/32) B. Strýcová   |
| 2019  |       |                             | 2e tour (1/16) A. Riske       | 1er tour (1/64) A. Tomljanović | 3e tour (1/16) Ka. Plíšková  | 2e tour (1/16) Zheng S.       | 2e tour (1/16) C. Suárez     |                                   |                              |                              |  |                               |
| 2020  |       |                             |                               |                                |                              |                               |                              |                                   | 3e tour (1/8) V. Azarenka    |                              |  |                               |
|       |       | WTA 1000                    |                               |                                |                              |                               |                              |                                   |                              |                              |  |                               |
| 2021  |       |                             | 1er tour (1/32) A. Sabalenka  | 2e tour (1/32) L. Fernandez    | 2e tour (1/32) P. Kvitová    |                               | 1er tour (1/32) A. Kerber    |                                   |                              |                              |  |                               |
| 2022  |       | 2e tour (1/16) A. Sabalenka |                               | 2e tour (1/32) A. Kalinskaya   | 2e tour (1/32) A. Riske      | 1er tour (1/32) V. Gracheva   | 1er tour (1/32) S. Halep     | 2e tour (1/16) B. Andreescu       |                              |                              |  | 1er tour (1/32) Z. Lin        |
| 2023  |       |                             | 1er tour (1/32) D. Yastremska | 1er tour (1/64) E. Rodina      |                              | 2e tour (1/32) E. Alexandrova | 2e tour (1/32) Zheng Q.      |                                   |                              |                              |  |                               |

Sous le résultat, l’ultime adversaire.

## Parcours aux Jeux olympiques

### En simple dames
| # | Date       | Nom de l'édition                    | Surface      | Résultat        | Ultime adversaire  | Score         |          |
| - | ---------- | ----------------------------------- | ------------ | --------------- | ------------------ | ------------- | -------- |
| 1 | 11/08/2008 | Olympic Tennis Event Pékin          | Dur (ext.)   | 3e tour (1/8)   | Serena Williams    | 3-6, 6-3, 6-4 | Parcours |
| 2 | 28/07/2012 | Olympic Tennis Event Wimbledon      | Gazon (ext.) | 2e tour (1/16)  | Daniela Hantuchová | 6-3, 6-0      | Parcours |
| 3 | 06/08/2016 | Olympic Tennis Event Rio de Janeiro | Dur (ext.)   | 2e tour (1/16)  | Serena Williams    | 7-65, 6-2     | Parcours |
| 4 | 31/07/2021 | Olympic Tennis Event Tokyo          | Dur (ext.)   | 1er tour (1/32) | Karolína Plíšková  | 6-1, 6-3      | Parcours |

### En double dames
| # | Date       | Nom de l'édition               | Surface      | Résultat        | Partenaire          | Ultimes adversaires                  | Score           |          |
| - | ---------- | ------------------------------ | ------------ | --------------- | ------------------- | ------------------------------------ | --------------- | -------- |
| 1 | 11/08/2008 | Olympic Tennis Event Pékin     | Dur (ext.)   | 1er tour (1/16) | Virginie Razzano    | Chan Yung-jan Chuang Chia-jung       | 7-62, 6-73, 7-5 | Parcours |
| 2 | 28/07/2012 | Olympic Tennis Event Wimbledon | Gazon (ext.) | 1er tour (1/16) | Kristina Mladenovic | Peng Shuai Zheng Jie                 | 6-1, 6-73, 6-3  | Parcours |
| 3 | 31/07/2021 | Olympic Tennis Event Tokyo     | Dur (ext.)   | 1/8e de finale  | Fiona Ferro         | Bethanie Mattek-Sands Jessica Pegula | 6-1, 6-4        | Parcours |

## Parcours en Fed Cup
| #                                                                    | Date       | Lieu       | Surface      | Gagnante(s)                           | Perdante(s)                                 | Score            |          |
| -------------------------------------------------------------------- | ---------- | ---------- | ------------ | ------------------------------------- | ------------------------------------------- | ---------------- | -------- |
|                                                                      |            |            |              |                                       |                                             |                  |          |
| 2008 - 1/4 de finale (groupe mondial) - Chine - France - 3 : 2       |            |            |              |                                       |                                             |                  |          |
| 1                                                                    | 02/02/2008 | Pékin      | Dur (int.)   | Li Na                                 | Alizé Cornet                                | 6-3, 6-1         | Parcours |
|                                                                      |            |            |              |                                       |                                             |                  |          |
| 2008 - Barrage (groupe mondial I) - Japon - France - 1 : 4           |            |            |              |                                       |                                             |                  |          |
| 2                                                                    | 26/04/2008 | Tokyo      | Dur (int.)   | Ai Sugiyama Ayumi Morita              | Nathalie Dechy Alizé Cornet                 | 6-1, 6-3         | Parcours |
|                                                                      |            |            |              |                                       |                                             |                  |          |
| 2009 - 1/4 de finale (groupe mondial) - France - Italie - 0 : 5      |            |            |              |                                       |                                             |                  |          |
| 3                                                                    | 07/02/2009 | Orléans    | Dur (int.)   | Francesca Schiavone                   | Alizé Cornet                                | 6-1, 2-6, 8-6    | Parcours |
| 3                                                                    | 07/02/2009 | Orléans    | Dur (int.)   | Flavia Pennetta                       | Alizé Cornet                                | 6-2, 6-2         | Parcours |
|                                                                      |            |            |              |                                       |                                             |                  |          |
| 2009 - Barrage (groupe mondial I) - France - Slovaquie - 3 : 2       |            |            |              |                                       |                                             |                  |          |
| 4                                                                    | 25/04/2009 | Limoges    | Terre (int.) | Daniela Hantuchová                    | Alizé Cornet                                | 6-72, 6-3, 6-4   | Parcours |
| 4                                                                    | 25/04/2009 | Limoges    | Terre (int.) | Dominika Cibulková                    | Alizé Cornet                                | 6-2, 5-7, 6-4    | Parcours |
|                                                                      |            |            |              |                                       |                                             |                  |          |
| 2010 - 1/4 de finale (groupe mondial) - France - États-Unis - 1 : 4  |            |            |              |                                       |                                             |                  |          |
| 5                                                                    | 06/02/2010 | Liévin     | Terre (int.) | Bethanie Mattek                       | Alizé Cornet                                | 7-67, 7-5        | Parcours |
| 5                                                                    | 06/02/2010 | Liévin     | Terre (int.) | Liezel Huber Bethanie Mattek          | Stéphanie Cohen Alizé Cornet                | 6-2, 6-3         | Parcours |
|                                                                      |            |            |              |                                       |                                             |                  |          |
| 2010 - Barrage (groupe mondial I) - Allemagne - France - 2 : 3       |            |            |              |                                       |                                             |                  |          |
| 6                                                                    | 24/04/2010 | Francfort  | Terre (ext.) | Julie Coin Alizé Cornet               | Kristina Barrois Andrea Petkovic            | 6-3, 6-1         | Parcours |
|                                                                      |            |            |              |                                       |                                             |                  |          |
| 2011 - 1/4 de finale (groupe mondial) - Russie - France - 3 : 2      |            |            |              |                                       |                                             |                  |          |
| 7                                                                    | 05/02/2011 | Moscou     | Dur (int.)   | Alizé Cornet                          | Svetlana Kuznetsova                         | 3-6, 6-3, 6-4    | Parcours |
| 7                                                                    | 05/02/2011 | Moscou     | Dur (int.)   | A. Pavlyuchenkova                     | Alizé Cornet                                | 3-6, 6-3, 6-2    | Parcours |
| 7                                                                    | 05/02/2011 | Moscou     | Dur (int.)   | Svetlana Kuznetsova A. Pavlyuchenkova | Julie Coin Alizé Cornet                     | 7-64, 6-0        | Parcours |
|                                                                      |            |            |              |                                       |                                             |                  |          |
| 2011 - Barrage (groupe mondial I) - Espagne - France - 4 : 1         |            |            |              |                                       |                                             |                  |          |
| 8                                                                    | 16/04/2011 | Lérida     | Terre (ext.) | Nuria Llagostera Anabel Medina        | Alizé Cornet Virginie Razzano               | 6-4, 6-1         | Parcours |
|                                                                      |            |            |              |                                       |                                             |                  |          |
| 2012 - 1er tour (groupe mondial II) - Slovaquie - France - 3 : 2     |            |            |              |                                       |                                             |                  |          |
| 9                                                                    | 04/02/2012 | Bratislava | Dur (int.)   | Daniela Hantuchová                    | Alizé Cornet                                | 6-3, 6-4         | Parcours |
|                                                                      |            |            |              |                                       |                                             |                  |          |
| 2013 - 1er tour (groupe mondial II) - France - Allemagne - 1 : 3     |            |            |              |                                       |                                             |                  |          |
| 10                                                                   | 09/02/2013 | Limoges    | Terre (int.) | Alizé Cornet Kristina Mladenovic      | Annika Beck Anna-Lena Grönefeld             | 6-3, 6-4         | Parcours |
|                                                                      |            |            |              |                                       |                                             |                  |          |
| 2013 - Barrage (groupe mondial II) - France - Kazakhstan - 4 : 1     |            |            |              |                                       |                                             |                  |          |
| 11                                                                   | 20/04/2013 | Besançon   | Dur (int.)   | Yaroslava Shvedova                    | Alizé Cornet                                | 2-6, 6-3, 6-2    | Parcours |
| 11                                                                   | 20/04/2013 | Besançon   | Dur (int.)   | Alizé Cornet                          | Ksenia Pervak                               | 6-3, 6-1         | Parcours |
|                                                                      |            |            |              |                                       |                                             |                  |          |
| 2014 - 1er tour (groupe mondial II) - France - Suisse - 3 : 2        |            |            |              |                                       |                                             |                  |          |
| 12                                                                   | 08/02/2014 | Paris      | Dur (int.)   | Belinda Bencic                        | Alizé Cornet                                | 7-5, 6-4         | Parcours |
| 12                                                                   | 08/02/2014 | Paris      | Dur (int.)   | Alizé Cornet                          | Timea Bacsinszky                            | 6-2, 7-64        | Parcours |
| 12                                                                   | 08/02/2014 | Paris      | Dur (int.)   | Alizé Cornet Kristina Mladenovic      | Timea Bacsinszky Belinda Bencic             | 7-5, 6-4         | Parcours |
|                                                                      |            |            |              |                                       |                                             |                  |          |
| 2014 - Barrage (groupe mondial I) - États-Unis - France - 2 : 3      |            |            |              |                                       |                                             |                  |          |
| 13                                                                   | 19/04/2014 | St Louis   | Dur (int.)   | Madison Keys                          | Alizé Cornet                                | 6-74, 7-64, 6-3  | Parcours |
|                                                                      |            |            |              |                                       |                                             |                  |          |
| 2015 - 1er tour (groupe mondial) - Italie - France - 2 : 3           |            |            |              |                                       |                                             |                  |          |
| 14                                                                   | 07/02/2015 | Gênes      | Terre (int.) | Camila Giorgi                         | Alizé Cornet                                | 6-4, 6-2         | Parcours |
|                                                                      |            |            |              |                                       |                                             |                  |          |
| 2016 - Finale (groupe mondial) - France - République tchèque - 2 : 3 |            |            |              |                                       |                                             |                  |          |
| 15                                                                   | 12/11/2016 | Strasbourg | Dur (int.)   | Barbora Strýcová                      | Alizé Cornet                                | 6-2, 7-64        | Parcours |
|                                                                      |            |            |              |                                       |                                             |                  |          |
| 2017 - 1er tour (groupe mondial) - Suisse - France : 4 : 1           |            |            |              |                                       |                                             |                  |          |
| 16                                                                   | 11/02/2017 | Genève     | Dur (int.)   | Timea Bacsinszky                      | Alizé Cornet                                | 7-5, 6-4         | Parcours |
|                                                                      |            |            |              |                                       |                                             |                  |          |
| 2017 - Barrage (groupe mondial I) - France - Espagne - 4 : 0         |            |            |              |                                       |                                             |                  |          |
| 17                                                                   | 22/04/2017 | Roanne     | Terre (int.) | Alizé Cornet Amandine Hesse           | María José Martínez Sánchez Olga Sáez Larra | 6-1, 3-6, [10-7] | Parcours |
|                                                                      |            |            |              |                                       |                                             |                  |          |
| 2019 - 1/4 de finale (groupe mondial) - Belgique - France - 1 : 3    |            |            |              |                                       |                                             |                  |          |
| 18                                                                   | 09/02/2019 | Liège      | Dur (int.)   | Alizé Cornet                          | Elise Mertens                               | 6-7, 2-6         | Parcours |
| 18                                                                   | 09/02/2019 | Liège      | Dur (int.)   | Alizé Cornet                          | Alison Van Uytvanck                         | Non joué         | Parcours |

## Classements WTA en fin de saison
| Année          | 2004 | 2005 | 2006 | 2007 | 2008 | 2009 | 2010 | 2011 | 2012 | 2013 | 2014 | 2015 | 2016 | 2017 | 2018 | 2019 | 2020 | 2021 | 2022 | 2023 | 2024 |
| Rang en simple | 861  | 308  | 189  | 57   | 16   | 50   | 78   | 89   | 44   | 27   | 20   | 43   | 45   | 38   | 47   | 59   | 53   | 59   | 36   | 118  | 279  |
| Rang en double | –    | –    | –    | 364  | 127  | 186  | 79   | 86   | 92   | 174  | 110  | 108  | 152  | 115  | 156  | 110  | 185  | 280  | 67   | 317  | 756  |

Source : (en) Classements de Alizé Cornet sur le site officiel de la Fédération internationale de tennis

## Records et statistiques

### Victoires sur le top 10
Toutes ses victoires sur des joueuses classées dans le top 10 de la WTA lors de la rencontre.
| Légende              |
| Grand Chelem         |
| Premier 5 / WTA 1000 |
| Premier / WTA 500    |
| Intern'l             |
| Fed Cup              |

|    |       |  | Tournoi          | Année | Surface      |                  | Adversaire           | Rang  | Tour          | Score          | Tableau |
| -- | ----- |  | ---------------- | ----- | ------------ | ---------------- | -------------------- | ----- | ------------- | -------------- | ------- |
| 1  | no 34 |  | Rome             | 2008  | Terre battue |                  | Svetlana Kuznetsova  | no 5  | 1/8           | 6-2, 6-4       | Tableau |
| 2  | no 34 |  | Rome             | 2008  | Terre battue | Anna Chakvetadze | no 8                 | 1/2   | 3-6, 6-4, 6-3 |                | Tableau |
| 3  | no 26 |  | Dubaï            | 2014  | Dur          |                  | Simona Halep         | no 9  | 1/16          | 6-1, 1-1 ab.   | Tableau |
| 4  | no 26 |  | Dubaï            | 2014  | Dur          | Serena Williams  | no 1                 | 1/2   | 6-4, 6-4      |                | Tableau |
| 5  | no 22 |  | Katowice         | 2014  | Dur          |                  | Agnieszka Radwańska  | no 3  | 1/2           | 0-6, 6-2, 6-4  | Tableau |
| 6  | no 24 |  | Wimbledon        | 2014  | Gazon        |                  | Serena Williams      | no 1  | 1/16          | 1-6, 6-3, 6-4  | Tableau |
| 7  | no 21 |  | Wuhan            | 2014  | Dur          |                  | Serena Williams      | no 1  | 1/16          | 5-6 ab.        | Tableau |
| 8  | no 27 |  | Madrid           | 2015  | Terre battue |                  | Simona Halep         | no 2  | 1/32          | 7-66, 6-3      | Tableau |
| 9  | no 28 |  | Toronto          | 2015  | Dur          |                  | Carla Suárez Navarro | no 10 | 1/32          | 6-3, 62-7, 6-4 | Tableau |
| 10 | no 58 |  | Pékin            | 2016  | Dur          |                  | Dominika Cibulková   | no 8  | 1/16          | 6-2, 5-7, 6-2  | Tableau |
| 11 | no 41 |  | Brisbane         | 2017  | Dur          |                  | Dominika Cibulková   | no 5  | 1/4           | 6-4, 7-5       | Tableau |
| 12 | no 41 |  | Brisbane         | 2017  | Dur          | Garbiñe Muguruza | no 7                 | 1/2   | 4-1 ab.       |                | Tableau |
| 13 | no 43 |  | Roland-Garros    | 2017  | Terre battue |                  | Agnieszka Radwańska  | no 10 | 1/16          | 6-2, 6-1       | Tableau |
| 14 | no 42 |  | Wuhan            | 2017  | Dur          |                  | Svetlana Kuznetsova  | no 8  | 1/16          | 6-3, 6-3       | Tableau |
| 15 | no 38 |  | Brisbane         | 2018  | Dur          |                  | Caroline Garcia      | no 8  | 1/16          | 3-6, 6-3, ab.  | Tableau |
| 16 | no 37 |  | Charleston       | 2018  | Terre battue |                  | Caroline Garcia      | no 7  | 1/8           | 5-7, 6-1, 6-4  | Tableau |
| 17 | no 34 |  | Canada           | 2018  | Dur          |                  | Angelique Kerber     | no 4  | 1/16          | 6-4, 6-1       | Tableau |
| 18 | no 53 |  | Rome             | 2019  | Terre battue |                  | Aryna Sabalenka      | no 10 | 1/32          | 6-1, 6-4       | Tableau |
| 19 | no 55 |  | Eastbourne       | 2019  | Gazon        |                  | Elina Svitolina      | no 8  | 1/16          | 6-3, 7-63      | Tableau |
| 20 | no 60 |  | Cincinnati       | 2020  | Dur          |                  | Sofia Kenin          | no 4  | 1/16          | 6-1, 7-67      | Tableau |
| 21 | no 63 |  | Berlin           | 2021  | Gazon        |                  | Bianca Andreescu     | no 7  | 1/8           | 7-62, 7-5      | Tableau |
| 22 | no 58 |  | Wimbledon        | 2021  | Gazon        |                  | Bianca Andreescu     | no 7  | 1/64          | 6-2, 6-1       | Tableau |
| 23 | no 61 |  | Open d'Australie | 2022  | Dur          |                  | Garbiñe Muguruza     | no 3  | 1/32          | 6-3, 6-3       | Tableau |
| 24 | no 36 |  | Wimbledon        | 2022  | Gazon        |                  | Iga Świątek          | no 1  | 1/16          | 6-4, 6-2       | Tableau |
| 25 | no 72 |  | Nottingham       | 2023  | Gazon        |                  | María Sákkari        | no 8  | 1/8           | 6-1, 6-4       | Tableau |

## Hors des courts
En 2000, alors âgée de 10 ans, Alizé Cornet joue dans un épisode de la saison 7 de la série télévisée française L'Instit, aux côtés de Gérard Klein, Sabine Paturel et Corinne Marchand. Dans Terre battue, épisode no 35 de la série, réalisé par Pat Le Guen-Tenot et diffusé pour la première fois le 10 octobre 2001, elle y interprète Manon, une fillette poussée par son père à devenir une championne de tennis. Au générique, son prénom y est orthographié « Alizée ».
Après un premier ouvrage autobiographique intitulé Sans compromis, elle publie en mai 2022 chez Flammarion un premier roman, La Valse des jours.
Après sa défaite au premier tour de l'édition 2024 de Roland-Garros, France Télévisions annonce qu'elle rejoint l'équipe tennis du groupe en tant que consultante pour commenter les matchs du même tournoi,.
Elle participe à la quatrième saison des Traîtres en 2025 en tant que loyale et atteint la finale remportée par le traitre Adil Rami.

## Vie privée
À partir de 2014, elle est en couple avec Michaël Kuzaj, qui est son agent et parfois son entraîneur,,,. Après 8 ans de vie commune, le couple se sépare en 2022.

## Ouvrages
- Alizé Cornet, Sans compromis, éditions Amphora, 9 septembre 2020, 272 p. (ISBN 978-2757604625).
- Alizé Cornet, La Valse des jours, éditions Flammarion, 4 mai 2022, 368 p. (ISBN 978-2080264497).
- Alizé Cornet, Ce qui manque à l'amour, Albin Michel, 2 mai 2024, 256 p. (ISBN 978-2226494177).